# Big Brother Brasil 21
Big Brother Brasil 21 foi a vigésima primeira temporada do reality show brasileiro Big Brother Brasil, exibida pela TV Globo entre 25 de janeiro e 4 de maio de 2021. A edição foi a última com apresentação de Tiago Leifert, (substituído na edição seguinte por Tadeu Schmidt). Teve direção geral de Rodrigo Dourado, e direção de gênero de José Bonifácio Brasil de Oliveira, o Boninho. 
Foi a segunda edição consecutiva a ter uma mescla de confinados anônimos e famosos como participantes do programa. Sendo a primeira temporada com 100 dias de confinamento, empatando com suas edições subsequentes 22ª, 23ª e 24ª, como as edições mais longas já exibidas do reality show. 
Foi o Programa de televisão mais comentado do mundo na rede social Twitter em 2021, superando a série Sul-coreana Round 6, com um crescimento equivalente a 40% em relação à edição anterior.
A edição terminou com a vitória da advogada e maquiadora Juliette Freire, que recebeu 90,15% dos votos, faturando o prêmio máximo de R$ 1,5 milhão sem desconto de impostos, e um carro Fiat Pulse.  Esta foi a maior porcentagem de aprovação em uma final tripla e para uma campeã feminina, e a terceira maior ao todo, atrás apenas de Diego Gasques do Big Brother Brasil 7 e Fael Cordeiro do Big Brother Brasil 12. A temporada terminou também, com a final de maior audiência em 11 anos e a edição de maior média geral em quase dez anos.

## Exibição
O programa foi exibido diariamente pela TV Globo em sinal aberto e pelo Multishow em TV por assinatura, tendo neste último flashes ao vivo de 45 minutos após o encerramento das edições pela televisão aberta. A transmissão também foi realizada em pay-per-view (PPV), com câmeras filmando integralmente a rotina dos participantes, para operadoras de TV paga. Na internet, foi exibido pelos Canais Globo para os assinantes do PPV e no Globoplay para os assinantes do Globo.com.

## O jogo

### Seleção dos participantes
A primeira etapa de inscrições foi aberta no site do reality show em 27 de abril de 2020, durante a final do Big Brother Brasil 20, onde os candidatos poderiam se inscrever nas seletivas das cidades de Belo Horizonte, Curitiba, Goiânia, Manaus, Natal, Porto Alegre, Rio de Janeiro, Salvador e São Paulo. Entretanto, no dia 3 de maio de 2020, as inscrições para as seletivas do reality show foram suspensas temporariamente em algumas cidades em virtude da falta de "capacidade de receber e entrevistar" os participantes. As suspensões ocorreram em Belo Horizonte, Goiânia, Natal, Rio de Janeiro, Salvador e São Paulo. Ao acessar o site oficial a partir dessas cidades, o interessado era informado de que as inscrições iriam reabrir em breve.
Em 30 de junho de 2020, a emissora abriu a segunda etapa de inscrições no site oficial, comunicando que o processo passaria a ser dividido pela região geográfica de moradia, e não mais por cidades específicas, e que as inscrições prévias seriam migradas automaticamente de acordo com as informações fornecidas pelo candidato. As inscrições foram então oficialmente encerradas em 23 de julho de 2020, após as noventa mil vagas disponibilizadas serem preenchidas. Para que não acontecessem aglomerações, por conta da pandemia de COVID-19, as etapas presenciais foram suspensas, e as entrevistas foram feitas de maneira virtual com todos os selecionados. De acordo com a produção, não houve o trabalho de olheiros na seleção dos anônimos nessa edição, fazendo com que apenas quem se inscreveu e teve de passar pelo processo seja selecionado.
Em 17 de agosto de 2020, foi divulgado pelo diretor de núcleo da atração Boninho que a vigésima primeira edição do programa voltaria a ter apenas anônimos competindo. No entanto, em 23 de outubro de 2020, a emissora comunicou que, repetindo a dinâmica do Big Brother Brasil 20, os participantes dessa edição também serão divididos entre os grupos Pipoca, para os candidatos anônimos que se inscreveram, e Camarote, para os candidatos famosos convidados pela produção do programa.

### Protocolo de segurança
Com o avanço da pandemia de COVID-19, o programa voltou suas atenções para definir protocolos de segurança. Como a equipe do programa teve de se adaptar durante o Big Brother Brasil 20 por conta do coronavírus, boa parte dos procedimentos serão repetidos nesta edição. Internamente, o esquema de segurança criado pela produção do programa foi considerado bem-sucedido pela direção. Portanto, tudo o que entrar na casa será higienizado com atenção redobrada e a existência de uma Casa de Vidro e de plateia nas eliminações seguem fora dos planos até segunda ordem.
Para cumprir o protocolo de segurança, os participantes selecionados ficaram isolados no pré-confinamento em um hotel na Barra da Tijuca, que fica a dez minutos dos Estúdios Globo. Em vez de cumprirem apenas uma semana de confinamento antes de entrarem na casa do reality show, os pré-selecionados passaram duas semanas sem contato com o mundo exterior fazendo testes periódicos para evitar que alguém contaminado pudesse entrar na casa e infectar os demais. A lista oficial de participantes confirmados foi divulgada pela emissora apenas quando os resultados dos testes foram concluídos. Além disso, mesmo após o início da edição, os participantes deverão ter sua temperatura aferida diariamente através de um termômetro digital, antes das atividades do raio-x, e farão testes rápidos de detecção de COVID-19 dentro da casa.

### A Casa
A casa do Big Brother Brasil 21 é caracterizada por uma mistura de estilos, cores e temáticas em ambientes lúdicos. Destaques incluem a sala com grafites urbanos e os "RoBBBs", o banheiro principal com inspiração de camarim, e os quartos temáticos de Cordel e Colorido (formas e estampas multicoloridas). Já o confessionário remete a uma típica sala de arquivo de TV, transmitindo imagens de todas as edições do programa. As cozinhas para os grupos Xepa e VIP têm decorações opostas, sem a possibilidade de compartilhamento de utensílios. A área externa tem inspiração na Grécia, e a academia possui um lounge para interações. O quarto do Líder é temático, remetendo a um aposento real, com um tabuleiro tático renascentista para estratégias.

### Novas funcionalidades no #FeedBBB
Introduzido na temporada anterior, o #FeedBBB, painel interativo da casa que funciona como uma rede social onde os participantes produzem conteúdo com um celular, permanecerá nesta edição, porém com novas funcionalidades para movimentar a interação entre os moradores da casa. Uma das novidades será o aplicativo Flecha, que promete dar um “upgrade” nas paqueras da casa. Os confinados poderão declarar o interesse uns nos outros virtualmente através da nova ferramenta. Caso o interesse seja mútuo, os participantes ficarão sabendo do “match” e um romance poderá começar.
O #FeedBBB também ganhará mais conteúdo na internet, através da novidade do Podcast do Líder, um espaço em que o participante com o cargo de Líder da semana gravará um conteúdo em áudio, com ou sem a participação de outros confinados. Os outros participantes até poderão ver o momento em que a gravação estiver sendo realizada, mas não conseguirão ouvir o resultado, que ficará disponível apenas para o público através do site oficial no Gshow.

### Votação popular de imunidade
Em 19 de janeiro de 2021, após a divulgação da lista de participantes, foi revelado que, ainda pré-confinados no hotel, eles seriam submetidos à avaliação popular na qual o público poderia escolher os seis participantes que mais gostaram, três do grupo Pipoca e três do grupo Camarote, que já entrariam com imunidade na primeira semana. Os seis escolhidos pelo público ocuparam provisoriamente a Casa dos Imunes, longe das vistas dos demais participantes, e tiveram que, em consenso, indicar alguém ao primeiro Paredão.
Em 24 de janeiro de 2021, durante o programa Fantástico, foram revelados os três mais votados de cada grupo para ganharem imunidade e suas respectivas porcentagens.
| Pipoca   | Lumena    | 18,42% |  |  |  |  |  |  |  |  |  |  |  |  |  |  |  |  |  |
| Pipoca   | Juliette  | 13,96% |  |  |  |  |  |  |  |  |  |  |  |  |  |  |  |  |  |
| Pipoca   | Arthur    | 13,42% |  |  |  |  |  |  |  |  |  |  |  |  |  |  |  |  |  |
|          |           |        |  |  |  |  |  |  |  |  |  |  |  |  |  |  |  |  |  |
| Camarote | Fiuk      | 15,57% |  |  |  |  |  |  |  |  |  |  |  |  |  |  |  |  |  |
| Camarote | Viih Tube | 12,61% |  |  |  |  |  |  |  |  |  |  |  |  |  |  |  |  |  |
| Camarote | Projota   | 11,98% |  |  |  |  |  |  |  |  |  |  |  |  |  |  |  |  |  |

### Casas separadas
Os seis mais votados pelo público, Fiuk, Viih Tube e Projota do Camarote. Lumena, Juliette e Arthur do Pipoca, ficaram em uma casa separada e descobriram que estariam imunes na primeira semana, porém teriam que indicar alguém ao paredão em consenso, da outra casa.
Os seis imunes se reuniram com os outros participantes na casa principal, no dia 27 de janeiro de 2021.

### Paredão Falso
No dia 3 de março de 2021, na sexta semana, foi anunciado um paredão falso na qual o mais votado iria para o Quarto Secreto. O paredão foi formado entre Arthur, Caio, Carla e João Luiz. Carla Diaz acabou sendo a mais votada para ser beneficiada com 62,40% dos votos, e foi ao Quarto Secreto.
Ela ficou três dias no quarto e gastaria seis fitas para abrir o áudio que revelariam as conversas, por duas horas cada. A participante também ganhou o poder de vetar o escolhido pelo Anjo - seja pela imunidade ou pelo castigo do monstro.
A participante retornou a casa principal no dia 11 de março de 2021, vestida de dummy.

### Castigo do Monstro
| Semana | Anjo      | Castigados | Monstro | Ref.   |
| ------ | --------- | ---------- | --- | ------ |
| 1      | Rodolffo  | Arcrebiano | Bonecos na Caixa: Vestidos como bonecos dentro de uma caixa, um será o pirata sempre segurando um gancho e o outro, a bailarina, carregando lindas sapatilhas o tempo todo. Ao ouvir o sinal, eles deverão ir para o gramado, subir nas suas bases e lá permanecer até o som parar novamente.                                           | [ 38 ] |
| 1      | Rodolffo  | Arthur     | Bonecos na Caixa: Vestidos como bonecos dentro de uma caixa, um será o pirata sempre segurando um gancho e o outro, a bailarina, carregando lindas sapatilhas o tempo todo. Ao ouvir o sinal, eles deverão ir para o gramado, subir nas suas bases e lá permanecer até o som parar novamente.                                           | [ 38 ] |
| 2      | Carla     | Gilberto   | Abelha e Flor: Vestidos como abelha e flor, um será a abelha enquanto o outro é a flor. A abelha vai carregar sempre uma colmeia, enquanto a flor vai levar um regador. Ao ouvir o sinal do Monstro, a flor deverá ir para a sua base no gramado, exibindo toda a sua beleza. Já a abelha deverá passear alegremente em torno da flor.  | [ 39 ] |
| 2      | Carla     | Lucas      | Abelha e Flor: Vestidos como abelha e flor, um será a abelha enquanto o outro é a flor. A abelha vai carregar sempre uma colmeia, enquanto a flor vai levar um regador. Ao ouvir o sinal do Monstro, a flor deverá ir para a sua base no gramado, exibindo toda a sua beleza. Já a abelha deverá passear alegremente em torno da flor.  | [ 39 ] |
| 3      | Caio      | Camilla    | Cartas de Baralho: Os dois castigados deverão permanecer o tempo todos vestidos de cartas de baralho, segurando cada um o seu cedro. Um será a dama de copas e o outro será o valete de espadas. Ao sinal do Monstro, cada um deverá subir na base correspondente do seu naipe e lá permanecer até o som parar.                         | [ 40 ] |
| 3      | Caio      | Fiuk       | Cartas de Baralho: Os dois castigados deverão permanecer o tempo todos vestidos de cartas de baralho, segurando cada um o seu cedro. Um será a dama de copas e o outro será o valete de espadas. Ao sinal do Monstro, cada um deverá subir na base correspondente do seu naipe e lá permanecer até o som parar.                         | [ 40 ] |
| 4      | Caio      | Thaís      | Monstro Vendedor: Os dois castigados deverão passar o tempo todo carregando as suas inseparáveis mercadorias. Ao sinal do Monstro, as vendas estarão abertas e os dois deverão usar toda a sua criatividade e anunciar no megafone as suas ofertas para a clientela.                                                                    | [ 41 ] |
| 4      | Caio      | Viih Tube  | Monstro Vendedor: Os dois castigados deverão passar o tempo todo carregando as suas inseparáveis mercadorias. Ao sinal do Monstro, as vendas estarão abertas e os dois deverão usar toda a sua criatividade e anunciar no megafone as suas ofertas para a clientela.                                                                    | [ 41 ] |
| 5      | Caio      | Pocah      | Monstro Marmita: Os dois castigados deverão passar o tempo todo vestidos como ingredientes de uma deliciosa marmita. Um deles será o brócolis e o outro será o frango assado, ambos carregando sempre as suas plaquinhas. Ao sinal do Monstro, os dois deverão entrar na marmita que estará no gramado e lá permanecer até o som parar. | [ 42 ] |
| 5      | Caio      | Projota    | Monstro Marmita: Os dois castigados deverão passar o tempo todo vestidos como ingredientes de uma deliciosa marmita. Um deles será o brócolis e o outro será o frango assado, ambos carregando sempre as suas plaquinhas. Ao sinal do Monstro, os dois deverão entrar na marmita que estará no gramado e lá permanecer até o som parar. | [ 42 ] |
| 6      | Arthur    | Fiuk       | Monstro Guarita: Usando cap e uniforme, os dois castigados deverão carregar sempre uma lanterna na mão e se revezar na guarita que está no gramado. Ela deve permanecer ocupada o tempo todo. Ao sinal do Monstro, aquele que estiver dentro da guarita deverá subir e descer a cancela até o buzinaço parar.                           | [ 43 ] |
| 6      | Arthur    | Juliette   | Monstro Guarita: Usando cap e uniforme, os dois castigados deverão carregar sempre uma lanterna na mão e se revezar na guarita que está no gramado. Ela deve permanecer ocupada o tempo todo. Ao sinal do Monstro, aquele que estiver dentro da guarita deverá subir e descer a cancela até o buzinaço parar.                           | [ 43 ] |
| 7      | Projota   | João Luiz  | Monstro Cadeado: Vestidos de cadeado, os dois castigados deverão permanecer unidos por uma corrente. | [ 44 ] |
| 7      | Projota   | Sarah      | Monstro Cadeado: Vestidos de cadeado, os dois castigados deverão permanecer unidos por uma corrente. | [ 44 ] |
| 8      | Viih Tube | Arthur     | Monstro Ovo Frito: Os dois castigados deverão passar o tempo todo fantasiados de ovo frito, carregando sempre um saleiro. Ao sinal do Monstro, cada um deve ir para a sua base, se posicionar no gramado e lá permanecer até o som parar.                                                                                               | [ 45 ] |
| 8      | Viih Tube | Rodolffo   | Monstro Ovo Frito: Os dois castigados deverão passar o tempo todo fantasiados de ovo frito, carregando sempre um saleiro. Ao sinal do Monstro, cada um deve ir para a sua base, se posicionar no gramado e lá permanecer até o som parar.                                                                                               | [ 45 ] |
| 9      | Thaís     | Gilberto   | Monstro Extraterrestre: Os dois castigados deverão passar o tempo todo vestidos como E.T. em nave espacial. Ao sinal do Monstro, eles deverão subir em suas bases no gramado e arrasar numa dancinha alienígena. | [ 46 ] |
| 9      | Thaís     | Sarah      | Monstro Extraterrestre: Os dois castigados deverão passar o tempo todo vestidos como E.T. em nave espacial. Ao sinal do Monstro, eles deverão subir em suas bases no gramado e arrasar numa dancinha alienígena. | [ 46 ] |
| 10     | Fiuk      | Caio       | Monstro Idade da Pedra: Vestidos de trajes do tempo das cavernas, os dois castigados deverão segurar sempre um tacape. Ao sinal do Monstro, eles deverão ir para sua base no gramado e lá permanecer até o som parar. | [ 47 ] |
| 10     | Gilberto  | Rodolffo   | Monstro Idade da Pedra: Vestidos de trajes do tempo das cavernas, os dois castigados deverão segurar sempre um tacape. Ao sinal do Monstro, eles deverão ir para sua base no gramado e lá permanecer até o som parar. | [ 47 ] |
| 11     | João Luiz | Arthur     | Monstro Samambaia: Vestidos o tempo todo como samambaia, os dois castigados deverão se revezar para exibir toda a beleza de suas folhas no vaso que está no gramado e nunca poderá ficar vazio. | [ 48 ] |
| 11     | João Luiz | Pocah      | Monstro Samambaia: Vestidos o tempo todo como samambaia, os dois castigados deverão se revezar para exibir toda a beleza de suas folhas no vaso que está no gramado e nunca poderá ficar vazio. | [ 48 ] |
| 12     | Camilla   | Arthur     | Trio BBB: Os três castigados deverão passar o tempo todo vestidos com as letras iniciais do Big Brother Brasil. Ao sinal do Monstro, o trio BBB deverá se posicionar em suas bases no gramado e lá permanecer até o som parar. | [ 49 ] |
| 12     | Camilla   | Caio       | Trio BBB: Os três castigados deverão passar o tempo todo vestidos com as letras iniciais do Big Brother Brasil. Ao sinal do Monstro, o trio BBB deverá se posicionar em suas bases no gramado e lá permanecer até o som parar. | [ 49 ] |
| 12     | Camilla   | Gilberto   | Trio BBB: Os três castigados deverão passar o tempo todo vestidos com as letras iniciais do Big Brother Brasil. Ao sinal do Monstro, o trio BBB deverá se posicionar em suas bases no gramado e lá permanecer até o som parar. | [ 49 ] |

### Big Fone
O Big Fone é uma dinâmica que dá uma ordem e a pessoa que atendeu deve segui-la.
| Semana | Mensagem |
| ------ | --- |
| 1      | Quem atender (João Luiz) deve indicar três participantes ao Paredão (Arcrebiano, Rodolffo e Sarah). |
| 1      | Quem atender (Arcrebiano) deve salvar um dos três participantes emparedados pelo Big Fone anterior. Se já estiver emparedado pelo Big Fone, quem atendeu pode se salvar.                                     |
| 1      | Quem atender (Arcrebiano) deve salvar um dos dois participantes ainda emparedados pelo primeiro Big Fone (Rodolffo).                                                                                         |
| 2      | Quem atender (Arcrebiano) deve imunizar (Juliette) um participante e botar outro direto no Paredão (Thaís).                                                                                                  |
| 2      | Quem atender (Gilberto) deve imunizar (Sarah) um participante e botar outro direto no Paredão (Karol). |
| 2      | Quem atender (Thaís) deve colocar um dos dois imunizados pelos Big Fones anteriores no Paredão (Juliette) e imunizar um dos dois emparedados anteriormente. Se quem atender tiver no paredão pode se salvar. |
| 5      | Quem atender (Carla) deve indicar três participantes ao paredão com exceção do anjo e do líder (Fiuk, Lumena e Rodolffo).                                                                                    |
| 9      | Quem atender (Gilberto) deve entregar um pulseira branca a um outro participante (Sarah). |

### Poder do Não
| Semana | Poder do Não        | Total de vetos | Participantes vetados | Ref.   |
| ------ | ------------------- | -------------- | --------------------- | ------ |
| 2      | Nego Di             | 1              | Lucas                 | [ 50 ] |
| 3      | Arthur              | 2              | Fiuk e Gilberto       | [ 51 ] |
| 4      | Karol               | 1              | Juliette              | [ 52 ] |
| 5      | Sarah               | 1              | Pocah                 | [ 53 ] |
| 7      | Recomendação médica | 1              | Caio                  | [ 54 ] |
| 7      | Rodolffo            | 1              | Pocah                 | [ 54 ] |
| 8      | Fiuk                | 1              | Arthur                | [ 55 ] |

## Recordes

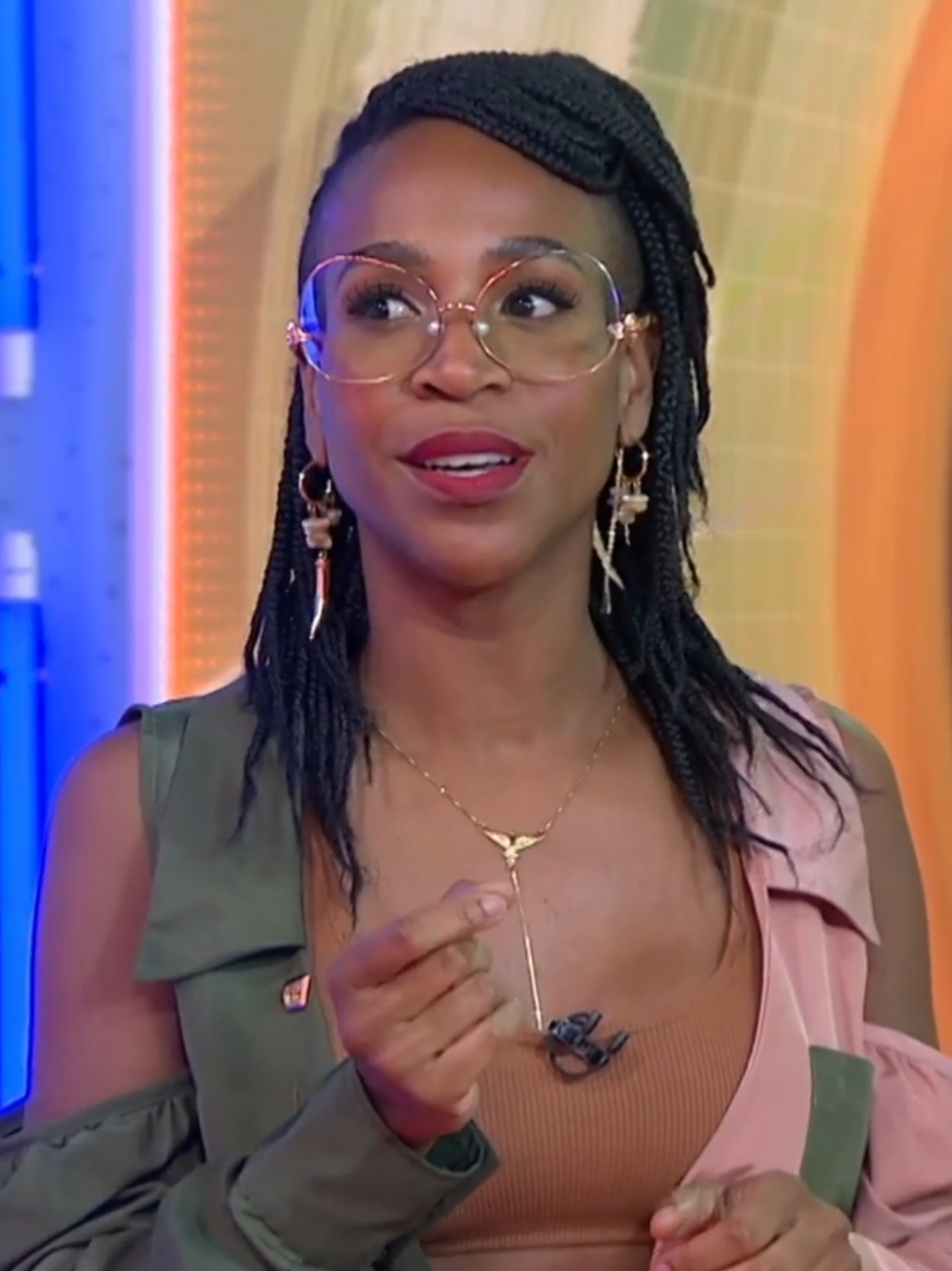
Karol Conká um dia após sua eliminação do Big Brother Brasil 21, de onde saiu com 99,17% dos votos para eliminar.

- Karol Conká um dia após sua eliminação do Big Brother Brasil 21, de onde saiu com 99,17% dos votos para eliminar.No terceiro Paredão da edição, disputado por Fiuk, Nego Di e Sarah Andrade, foi registrada a décima sexta maior votação do programa com 169 milhões de votos, e registrou a segunda maior porcentagem de rejeição, com 98,76% para Nego Di, bem como a segunda menor porcentagem de votos eliminatórios da história para Sarah, com 0,37%.[56][57]
- No quarto Paredão da edição, disputado por Arthur Picoli, Gilberto Nogueira e Karol Conká, foi registrada a décima segunda maior votação do programa com 285 milhões de votos e registrou o recorde de maior porcentagem de rejeição da história do Big Brother Brasil, com 99,17% para Karol, ao mesmo tempo em que Gilberto foi o participante com a menor porcentagem de votos eliminatórios da história, com 0,29%.[58][59]
- No sétimo Paredão da edição, disputado por Carla Diaz, Fiuk e Rodolffo Matthaus, foi registrada a quarta maior votação do programa com 535 milhões de votos, e registrou a segunda maior quantidade de votos por minuto da história, com 2 988 000 votos.[60][61]
- No oitavo Paredão da edição, disputado por Juliette Freire, Rodolffo Matthaus e Sarah Andrade, foi registrada a maior votação da temporada e a segunda maior votação do programa com 654 milhões de votos.[62]
- No nono Paredão da edição, disputado por Caio Afiune, Gilberto Nogueira e Rodolffo Matthaus, foi registrada a sexta maior votação do programa com 416 milhões de votos.[63]
- No décimo quarto Paredão da edição, disputado por Arthur Picoli, Camilla de Lucas e Pocah, foi registrada a oitava maior votação do programa com 414 milhões de votos, e registrou a maior quantidade de votos por minuto da história, com 3 600 000 votos.[64][65]
- No décimo sexto Paredão da edição, disputado por Camilla de Lucas, Gilberto Nogueira e Juliette Freire, foi registrada a quinta maior votação do programa com 514 milhões de votos.[66]
- A Final da edição, disputada por Camilla de Lucas, Fiuk e Juliette Freire, teve a terceira maior votação do programa com 633 milhões de votos. Os 90,15% de Juliette correspondem a aproximadamente 570 milhões de votos, o que a torna a participante a vencer com o maior número de votos absolutos em toda a história do programa.[3]
- A edição possui os três maiores índices de rejeição da história do programa e mundialmente em toda a franquia Big Brother, sendo eles: 99,17% (Karol Conká), 98,76% (Nego Di) e 96,69% (Viih Tube). Anteriormente, o recorde (95%) pertencia conjuntamente a Aline (Big Brother Brasil 5) e a Nagore (Gran Hermano 11 - Espanha).[67]

## Shows e participações especiais
| Data                    | Artista/Banda             | Tema                                                                                   | Ref.   |
| ----------------------- | ------------------------- | -------------------------------------------------------------------------------------- | ------ |
| 6 de fevereiro de 2021  | Os Barões da Pisadinha    | Festa Holi Festival                                                                    | [ 68 ] |
| 13 de fevereiro de 2021 | Alok                      | Festa Amsterdam                                                                        | [ 69 ] |
| 20 de fevereiro de 2021 | Daniela Mercury           | Festa Olho no Olho                                                                     | [ 70 ] |
| 26 de fevereiro de 2021 | Thiaguinho                | Festa Americanas                                                                       | [ 71 ] |
| 5 de março de 2021      | Pedro Sampaio             | Festa C&A                                                                              | [ 72 ] |
| 5 de março de 2021      | Lexa                      | Festa C&A                                                                              | [ 72 ] |
| 5 de março de 2021      | Luísa Sonza               | Festa C&A                                                                              | [ 72 ] |
| 8 de março de 2021      | Thelma Assis (BBB 20)     | Ação especial: Avon (participação transmitida por telão aos participantes)             | [ 73 ] |
| 9 de março de 2021      | Ingrid Guimarães          | Ação especial: Lojas Americanas (participação transmitida por telão aos participantes) | [ 74 ] |
| 20 de março de 2021     | Léo Santana               | Festa Samsung                                                                          | [ 75 ] |
| 20 de março de 2021     | Gloria Groove             | Festa Samsung                                                                          | [ 75 ] |
| 26 de março de 2021     | Dennis DJ                 | Festa Above                                                                            | [ 76 ] |
| 29 de março de 2021     | Claude Troisgros          | Ação especial: Seara                                                                   | [ 77 ] |
| 3 de abril de 2021      | Ludmilla                  | Festa FIAT Cores                                                                       | [ 78 ] |
| 9 de abril de 2021      | Iza                       | Festa PicPay                                                                           | [ 79 ] |
| 16 de abril de 2021     | Simone & Simaria          | Festa Cor&Ton                                                                          | [ 80 ] |
| 20 de abril de 2021     | Marcela Mc Gowan (BBB 20) | Prova do Líder Amstel                                                                  | [ 81 ] |
| 21 de abril de 2021     | Rodrigo Hilbert           | Ação especial: Seara (participação transmitida por telão aos participantes)            | [ 82 ] |
| 21 de abril de 2021     | Pabllo Vittar             | Festa BBBotequim                                                                       | [ 83 ] |
| 21 de abril de 2021     | Preta Gil                 | Festa BBBotequim                                                                       | [ 83 ] |
| 28 de abril de 2021     | Ferrugem                  | Festa Original Piraquê                                                                 | [ 84 ] |
| 28 de abril de 2021     | Mumuzinho                 | Festa Original Piraquê                                                                 | [ 84 ] |
| 1 de maio de 2021       | Justin Bieber             | Festa Memórias (shows transmitidos por telão aos participantes)                        | [ 85 ] |
| 1 de maio de 2021       | David Guetta              | Festa Memórias (shows transmitidos por telão aos participantes)                        | [ 85 ] |
| 1 de maio de 2021       | Alceu Valença             | Festa Memórias (shows transmitidos por telão aos participantes)                        | [ 85 ] |
| 1 de maio de 2021       | Tiësto                    | Festa Memórias (shows transmitidos por telão aos participantes)                        | [ 85 ] |
| 1 de maio de 2021       | Bebe Rexha                | Festa Memórias (shows transmitidos por telão aos participantes)                        | [ 85 ] |
| 1 de maio de 2021       | Luan Santana              | Festa Memórias (shows transmitidos por telão aos participantes)                        | [ 85 ] |
| 1 de maio de 2021       | Meduza                    | Festa Memórias (shows transmitidos por telão aos participantes)                        | [ 85 ] |
| 1 de maio de 2021       | Wesley Safadão            | Festa Memórias (shows transmitidos por telão aos participantes)                        | [ 85 ] |
| 1 de maio de 2021       | Bruno Martini             | Festa Memórias (shows transmitidos por telão aos participantes)                        | [ 85 ] |
| 1 de maio de 2021       | Jota Quest                | Festa Memórias (shows transmitidos por telão aos participantes)                        | [ 85 ] |
| 1 de maio de 2021       | Daniel                    | Festa Memórias (shows transmitidos por telão aos participantes)                        | [ 85 ] |
| 3 de maio de 2021       | Thelma Assis (BBB 20)     | Ação especial: Avon (participação transmitida por telão aos participantes)             | [ 86 ] |
| 3 de maio de 2021       | Iza                       | Ação especial: PicPay                                                                  | [ 87 ] |
| 4 de maio de 2021       | Rafa Kalimann (BBB 20)    | Ação especial: Lojas Americanas (participação transmitida por telão aos participantes) | [ 88 ] |
| 4 de maio de 2021       | Israel & Rodolffo         | Final                                                                                  | [ 89 ] |
| 4 de maio de 2021       | Projota                   | Final                                                                                  | [ 89 ] |
| 4 de maio de 2021       | Karol Conká               | Final                                                                                  | [ 89 ] |
| 4 de maio de 2021       | Pocah                     | Final                                                                                  | [ 89 ] |
| 4 de maio de 2021       | Lucas Penteado            | Final                                                                                  | [ 90 ] |

## Controvérsias

### Fiuk

#### Falas sobre privilégio branco
Em 27 de janeiro de 2021, durante uma ação publicitária da Avon, os participantes Fiuk, Projota e Caio optaram por brincar imitando trejeitos afeminados, causando desconforto em Lumena, outra participante. Lumena argumentou que essa encenação menospreza a identidade de pessoas gays e transexuais que utilizam maquiagem como parte de sua expressão no mundo. Fiuk, ao ouvir a explicação de Lumena, concordou com seu posicionamento e pediu desculpas, reconhecendo a responsabilidade dos homens brancos privilegiados na perpetuação de estereótipos prejudiciais e expressando temor por ter desrespeitado a comunidade LGBT.
Os acontecimentos dividiram opiniões na web, com argumentos dos espectadores em defesa tanto de Fiuk quanto de Lumena. Posteriormente, Fiuk discutiu questões de privilégio branco ao aconselhar Carla Diaz, destacando a importância de entender o lugar de fala e reconhecer a posição privilegiada. O episódio gerou debates online sobre sensibilidade cultural, privilégio e responsabilidade na mídia.

#### Transtornos psicológicos e emocionais
Durante a festa do líder de Arthur Picoli, Fiuk revelou que sofre de transtorno do déficit de atenção e hiperatividade (TDAH), ansiedade e depressão. Antes de entrar na casa, Fiuk passava por um tratamento contra esses transtornos usando medicamentos com tarja preta e teve que interrompêr as sessões por conta da participação no BBB. Além disso, o participante foi encontrado fumando várias vezes ao dia e chorando sem motivo algum, principalmente no dia 12 de fevereiro, após a Prova do Anjo quando foi escolhido para o Castigo do Monstro da semana por Caio Afiune, chegando a ter uma crise de choro com o anúncio. A aparência de Fiuk na casa, apesar de ter trazido memes, também trouxe preocupação do público com sua saúde.
Em 14 de fevereiro, a equipe de Fiuk publicou no Facebook um texto com todos os sintomas da TDAH e repudiou os memes à respeito de sua aparência, classificando-os como "extremamente desrespeitoso". Além disso, a nota também destacou que o cantor não está tomando os medicamentos, o que teria feito ele entrar em abstinência. A meia-irmã de Fiuk, a atriz Cleo Pires, publicou um vídeo em defesa do irmão, repudiando as zoações.

### Karol Conká
Você não olha para mim, cara. Vira essa bosta de cara para lá. Respeita a mamacita.

Karol Conká, durante discussão no primeiro jogo da discórdia da temporada.
Durante a vigésima primeira edição do Big Brother Brasil, a participante Karol Conká recebeu muitos comentários negativos na internet por conta de suas falas e atitudes dentro da casa. Isso inclui o incentivo de Karol em banir colegas de casa, comentários agressivos que provocaram discussões sobre abuso psicológico e comentários preconceituosos que variaram de gaslighting, xenofobia, intolerância religiosa e assédio sexual, resultando em seu cancelamento com perdas de seguidores nas redes sociais.

#### Acusação de xenofobia
Em 29 de janeiro de 2021, um comentário feito por Karol Conká desagradou internautas, principalmente nordestinos. Dentro da casa do BBB, a cantora falou sobre o comportamento da parceira de confinamento Juliette Freire, que é de Campina Grande, Paraíba: "Me disseram que lá na terra dessa pessoa é normal falar assim. Eu sou de Curitiba, é uma cidade muito reservadinha", comentou Karol em conversa com Thaís Braz e Sarah Andrade, dentro do quarto.
Características de Juliette, como a forma que se expressa, o tom de voz elevado e seu costume de tocar nas pessoas, foram mencionadas pela participante. "Por mais que eu seja artista e rode o mundo, eu tenho os meus costumes. Eu tenho educação para falar com as pessoas. Tenho meu jeito brincalhão mas eu não invado e não falo pegando nas pessoas. Eu acho estranho", destacou a rapper. O assunto se tornou um dos mais comentados em redes sociais rapidamente.

#### Acusação de intolerância religiosa
Em 1º de fevereiro de 2021, outra fala de Karol Conká causou polêmica, em uma conversa com Lucas Penteado. Lucas havia dito que o melhor amigo dele era Deus e Karol ironizou a fala do participante ao dizer: "e onde é que tava o seu melhor amigo no seu momento de loucura?". Algumas personalidades se posicionaram contra a artista após a fala, Jojo Todynho, por exemplo, disse que sua admiração por Karol havia "acabado" e que a estava deixando de seguir em mídias sociais.

#### Acusação de violência psicológica
Durante um almoço no dia 1º de fevereiro de 2021, mais uma vez, Karol Conká se envolveu em outra controvérsia com Lucas Penteado. Lucas se juntou aos membros no VIP e Karol virou de costas após ele se sentar à mesa e disse à Lumena e à Pocah que jogaria água no ator se ele falasse algo. Indo em direção à mesa, Karol afirmou: "Quero comer na paz do Senhor, entendeu? Não quero que você fale enquanto eu estou na mesa comendo, obrigada, me respeita, valeu, não quero, não estou afim." Ao ver que as falas foram direcionadas a si, Lucas se levantou da mesa e pediu para ser avisado quando ela tivesse terminado de comer. "Melhor, se não sabe calar a boca, é melhor você sair mesmo", falou Karol. Lucas pediu desculpas, mas ela continuou: "Não desculpo, vai cagar. Vai à merda, vai se fazer de louco lá para fora, pede para sair, já deu." Lucas foi ao quarto e a rapper continuou falando sobre ele: "Sem paciência para gente que se faz de louco. Se fosse louco, não estava aqui dentro. Se ele está jogando, está brincando, também vou ser pirada então, vamos lá, só vai comer quando eu sair da mesa, ponto. Qualquer coisa, me bota no paredão. Eu tenho minha vida, minha carreira bem bonita lá fora, entendeu?".
Sua atitude repercutiu negativamente e os internautas subiram a tag #KarolConkaExpulsa, condenando a ação da cantora. Além disso, artistas como o ex-BBB Babu Santana, a atriz Tatá Werneck e o jogador de futebol Neymar também repudiaram as ações de Karol e saíram em defesa de Lucas. Um grupo de espectadores liderados pelo influencer Thomas Santana se reuniram em frente aos Estúdios Globo e realizaram panelaço pedindo a expulsão dela.
Por conta das falas, o canal GNT resolveu suspender, por tempo indeterminado, a exibição do programa Prazer Feminino, no dia 2 de fevereiro, que estrearia no dia 22 e teria a presença da ex-BBB Marcela Mc Gowan. No mesmo dia, os organizadores do Rec-Beat, maior festival de música de Pernambuco, decidiram retirar a presença de Karol entre os convidados. Karol Conká também foi acusada de violência psicológica contra Arcrebiano Araújo, Camilla de Lucas, Carla Diaz, Juliette Freire e Viih Tube.

#### Ameaça de agressão
Em 7 de fevereiro, Karol teve um desentendimento com a atriz Carla Diaz e afirmou que ela estava interessada em Arcrebiano Araújo. Em seguida, Karol ameaçou dar uma "voadora" na atriz. Na ocasião, a cantora afirmou: "Lá fora eu encontro ela. Lá fora o bagulho é outro. Aqui eu não posso (...) Para eu ser expulsa daqui eu sei que eu tenho que agredir ela. Então, se precisar, eu agrido, só para me tirarem dessa p*rra.".

### Lumena Aleluia

#### Militância agressiva
Lumena, participante do programa, enfrentou controvérsias e críticas online devido à sua defesa "agressiva" de seus posicionamentos. Destaques incluem acusações de transfobia em uma ação publicitária da Avon, conflitos com Lucas Penteado e suas observações sobre o privilégio branco de Carla Diaz.
Lumena, como militante negra e LGBT, gerou atenção dos internautas por seus discursos contra Lucas. Em 3 de fevereiro, rejeitou uma conversa sobre conflitos e movimento negro, dizendo não querer ser "palco para você ser Zumbi dos Palmares". Em 7 de fevereiro, criticou um beijo entre Lucas e Gilberto, alegando apropriação da causa LGBT como tática de jogo, desapontando quem esperava apoio de Lumena pela visibilidade da bissexualidade de Lucas.
Durante o jogo da discórdia de 9 de fevereiro de 2021, Viih Tube disse que Lumena teria "militado errado" ao se posicionar sobre Karol Conká e Carla Diaz. Irritada com a crítica, Lumena respondeu: "Se quisesse fazer militância, não estaria no Big Brother".

#### Acusação de injúria racial
O discurso de Lumena durante o jogo da discórdia de 9 de fevereiro de 2021 provocou uma série de reações negativas nas redes sociais. A psicóloga e DJ sugeriu racismo estrutural ao apontar a diferença de tratamento dos participantes do reality show entre Karol Conká e Carla Diaz. Lumena afirmou que, por ser branca e loira, Carla Diaz se aproveitava do "privilégio da fofura" para se isentar de posicionamentos e se vitimizar, além de dizer que ela tem um olhar de "boneca assassina" pela falta de melanina. Famosos que acompanham o programa reagiram de forma negativa ao discurso da participante. O deputado estadual Anderson Moraes (PSL-RJ) apresentou uma notícia-crime contra Lumena na Delegacia de Crimes Raciais e Delitos de Intolerância (Decradi), com a intenção de apoiar a abertura de um inquérito para apurar a prática de injúria racial da psicóloga contra a atriz.

### Rodolffo Matthaus

#### Acusação de racismo
Em 3 de abril de 2021, os anjos da semana Gilberto e Fiuk escolheram os participantes Caio e Rodolffo para o Castigo do Monstro, que seria se vestir com trajes dos tempos das cavernas, incluindo uma peruca. Durante a prova do figurino, Rodolffo estava sendo ajudado por Juliette e João Luiz e ao colocar a peruca, Rodolffo disse: "a gente está com o cabelo quase igual ao do João". O fato repercutiu nas redes sociais e no mesmo dia aconteceu a Festa Fiat Cores com apresentação da cantora Ludmilla, que ao ínicio do show, disse: "A próxima música que vou cantar agora fala sobre uma coisa que o mundo está precisando, que é respeito. Respeita o nosso funk, respeita a nossa cor, respeita o nosso cabelo", a fala viralizou nas redes sociais e muitos internautas especularam que foi uma indireta para o cantor sertanejo.
Durante o Jogo da Discórdia, que aconteceu em 5 de abril, o participante João Luiz desabafou publicamente pela primeira vez sobre o ocorrido e chorou ao dizer: "Muita gente aqui pode não saber, mas no sábado aconteceu uma situação lá no quarto cordel (...) o Rodolffo chegou a fazer uma piada comparando a peruca do monstro da pré-história com o meu cabelo. Tocou num ponto muito específico, porque o jogo pode ser, sim, de coisas que a gente vive aqui dentro, mas também tem que ser um jogo de respeito". Rodolffo tentou se defender reafimando que a peruca realmente parecia com o cabelo de João: "Se todo mundo observou como era a peruca do monstro, acredito eu que era um pouco semelhante". João rebateu dizendo: "Não é [semelhante]. Naquela hora, no quarto eu me calei, mas você não sabe o quanto aquilo que você falou me machucou. Não adianta vir com discurso de que não foi sua intenção, estou cansado de ouvir isso. Nunca ninguém tem a intenção de machucar a gente". Após o Jogo da Discórdia, alguns famosos se manifestaram a favor de João Luiz, como Elza Soares, Murilo Rosa, Felipe Neto, Lucy Ramos, Marília Mendonça, Deborah Secco, MC Rebecca, Thelma Assis, dentre outros.
Em 6 de abril, foi aberto um procedimento para investigar se houve crime de preconceito racial cometido por Rodolffo pela Secretaria de Polícia Civil do Rio de Janeiro.

#### Acusação de homofobia
Rodolffo é acusado pelos internautas de homofobia, principalmente quando comenta o comportamento de Gilberto Nogueira, dizendo que não aguenta mais os gritos dele e nem as piadas que ele conta na casa. Ironicamente, durante o seu primeiro paredão, um vídeo nas redes sociais circulou com o participante sentado em uma cadeira num local aberto, onde teria dito que "uma das criaturas que mais me fazem dar risada é a criatura gay", sem demonstrar reação alguma e provavelmente lendo um teleprompter.

### Acusações de assédio

#### Karol Conká
Em 3 de fevereiro de 2021, Karol Conká deitou-se ao lado de Arcrebiano Araújo, na área externa da casa, e insistiu fortemente para que eles iniciassem um namoro. Muitos internautas apontaram as atitudes da cantora como assédio, já o modelo estava visivelmente incomodado com o pedido da cantora. Além disso, a família do modelo emitiu uma nota afirmando repudiar comportamento invasivo de Karol.

#### Nego Di
Durante uma conversa após a realização da Prova do Líder nas primeiras horas do dia 5 de fevereiro, Nego Di teria dito que não se deitaria com Carla Diaz no chão, para não tirar "a flauta do case", em referência ao órgão genital do comediante, além de fazer os movimentos da masturbação. Após a fala, o cantor Projota, que estava naquele momento com o humorista, a atriz e Arthur Picoli, mostrou-se incomodado com o comentário. O assunto repercutiu negativamente nas redes sociais.

#### Projota
Em 12 de fevereiro, o cantor Projota fez um comentário sobre um ato falho de Carla Diaz. A atriz teria falado acidentalmente que "não teria um pau duro" e, logo depois ao ver o erro, corrigiu a palavra pau por pão aos risos. Projota, então, disse que não tem "pau duro" e a única pessoa que tem é um casal que diz que não tem, em seguida, ele fica sem palavras. "Pau duro" é um termo utilizado para justificar uma ereção e "pão duro" é um instrumento de cozinha. O comentário de Projota assustou o instrutor de crossfit Arthur Picoli e a atriz. Em seguida, o cantor resolveu minimizar o erro ao ver que apenas Karol Conká, Lumena Aleluia e João Luiz Pedrosa riram. A fala de Projota repercutiu negativamente nas redes sociais.

### Polêmica com grupos estudantis
Durante uma conversa na madrugada de 3 de fevereiro de 2021 na cozinha VIP, Lucas Penteado teria tentado fazer as pazes com Nego Di. Porém, o humorista recusou o apelo do ator e disse que o vetaria da Prova do Líder. Em seguida, o acusou de ser mau caráter e, no fim da discussão, soltou a seguinte frase: "Nossa, mano, pelo amor de Deus. Que revolução que você faz defendendo vagabundo... Entendi o público que você tá procurando."
Ao usar o termo "vagabundo", Nego Di estaria se referido aos estudantes secundaristas que ocuparam escolas em 2015, durante um protesto contra o governo de São Paulo pelos cortes na educação, à época precedido por Geraldo Alckmin, sendo que Lucas era um dos líderes do movimento. A fala de Nego Di repercutiu negativamente, gerando nota de repúdio dos movimentos Ubes e UNE, além de alunos que participaram do movimento.

### Colorismo
Na madrugada de 5 de fevereiro, durante uma conversa no Quarto Colorido, os participantes Nego Di, Karol Conká e Lumena Aleluia estavam debochando da cor de pele do participante Gilberto Nogueira, questionando a veracidade da sua autodeclaração como negro, utilizando termos pejorativos contra o pernambucano. A fala dos participantes repercutiu negativamente, principalmente entre a equipe de Gilberto, que postou uma nota de repúdio nas redes sociais. No início da edição na TV Globo, o apresentador Tiago Leifert fez um breve comentário sobre a polêmica da madrugada, além de dizer que o programa também traz pautas relevantes para a sociedade, chegando, inclusive, a exibir os trechos da conversa de Di, Karol e Lumena. No mesmo dia, o diretor Boninho, em uma publicação no Instagram, publicou uma imagem demonstrando que a busca pela palavra colorismo havia crescido em quase 100% no Google.

### Estimulação do sofrimento
Em entrevista ao jornal Metrópoles, a socióloga Silvia Viana, autora do livro Rituais de Sofrimento, que analisa as estruturas dos realities, disse que a própria produção do BBB21 estimulou as brigas dentro da casa no início do programa, a partir dos elementos que tem no jogo. "Se não tem a briga, não acontece o reality show. As discussões não estão apenas ligadas a feminismo ou racismo, por exemplo, os critérios se alteram e eles usam pessoas que são ligadas os assuntos que estão na ‘moda’. Não é manipulação, é uma estratégia de marketing (...) O que menos importa é o critério, a briga vai acontecer. Não estamos vendo pessoas perversas ou exibicionistas, o que vemos na tela é a mesma coisa que acontece do lado de cá: uma competição que visa uma sobrevivência fantasmagórica, é o que todo mundo faz todos os dias. O programa estimula que só tem uma vaga para o vencedor e as pessoas são induzidas a agirem como agem. (...) O programa conquista o engajamento ativo, frequentemente maníaco, nessa engrenagem de fazer sofrer", afirma a socióloga.
No dia 2 de fevereiro, os participantes formaram uma fila para receber atendimento psicológico, no mesmo dia em que fizeram a dinâmica do Jogo da Discórdia, que gerou atritos entre eles. Um grupo de psicólogos da ANPSINEP (Articulação Nacional de Psicólogas(os) Negras(os) e Pesquisadoras(es)) assinou uma nota criticando o programa por ter deixado Lucas Penteado sofrer ataques, inclusive de participantes negros, e que tal situação no programa reforça a "estrutura racista".

### Bifobia e desistência de Lucas Penteado
Na manhã de 7 de fevereiro de 2021, o ator Lucas Penteado decidiu deixar o programa após ser envolvido em várias polêmicas na casa. Sua saída, inclusive, foi comemorada por Camilla de Lucas, que já havia discutido com o ator, o que teria motivado um jogo de quase toda a casa contra ele, sendo liderado por Projota e Karol Conká, mesmo ele tendo se desculpado com a cantora, além de Nego Di e Pocah, que demonstraram alívio com a sua saída. Antes de sair, Lucas deu um beijo na boca de Gilberto Nogueira, sendo o primeiro beijo entre homens da história do programa, e publicizou a sua bissexualidade. Após isso, recebeu vários comentários negativos da casa, sendo eles advindos de Lumena Aleluia.
Vítima de bifobia após o beijo, Lucas teve uma recepção negativa recebida por parte das participantes, as quais questionaram a sua sexualidade. Nesse sentido, políticos e personalidades da mídia condenaram o ato preconceituoso sofrido por ele, levando a Aliança Nacional LGBTI+ a divulgar uma nota de repúdio contra tais ataques; o presidente da Aliança, Toni Reis, afirmou que "advogados associados já estão se preparando para entrar com uma ação contra os responsáveis pelos ataques".

### Contradição de informações
Escrevendo para o Splash, Maurício Stycer questionou as versões contraditórias de Boninho e Tiago Leifert para explicar a saída de Lucas Penteado. Boninho responsabilizou Lucas Penteado por beber e o chamou de gremlin. Já Tiago Leifert responsabilizou os participantes da casa por não darem fair no play (chamar a atenção) ao participante. O colunista do UOL apontou que, seguindo o raciocínio de Leifert, a própria produção também deveria ter dado o fair play.
Stycer também observou que a declaração de Leifert, "todo mundo viu tudo que aconteceu, exibimos tudo para o público", não é verdadeira: "Mr. Edição não mostrou vários momentos importantes. Não mostrou a situação criada por Pocah, que levou Projota a acreditar, ao fim de um telefone sem fio, que Lucas ameaçou a sua família. Não mostrou os comentários preconceituosos de Rodolffo e Caio sobre o beijo de Lucas e Gilberto. Não mostrou a alegria de vários participantes com a desistência do ator. Não mostrou Projota pedindo para sair e contando que escondeu uma faca. E, até agora, não mostrou o que Lucas fez de tão grave na primeira festa do 'BBB 21' levando tantos participantes a odiá-lo".

### Interferências externas

#### Projota
Minutos após a saída de Lucas Penteado, Projota decidiu ir ao Confessionário e um suposto áudio da conversa vazou nas redes sociais, no qual, atribuída ao diretor do programa, Boninho, teria convencido o cantor a permanecer no jogo, já que também teria ameaçado desistir e, em seguida, teria falado sobre os problemas com bebidas alcoólicas que Lucas sofre, afirmando que ele "virava um monstro", além de dizer que o clima da casa mudaria sem a sua presença. Na noite do mesmo dia, a TV Globo, em uma nota divulgada à imprensa, confirmou que a voz que vazou durante a conversa com Projota era de Boninho por conta de uma "falha operacional", mas destacou que "sempre prezou pela saúde e segurança dos seus participantes" e que há uma equipe de médicos e psicólogos disponíveis que oferecem suporte a todos os participantes, caso seja necessário. Ressaltou, ainda, que a situação havia sido resolvida após uma conversa com os participantes durante a manhã.

#### Karol Conká
Em 2 de fevereiro, depois de entrar no Confessionário para trocar o microfone, Karol Conká voltou ao jogo querendo fazer as pazes com Lucas e também pediu desculpas pelo modo como o tratou até então, o que levantou muitas suspeitas de que a participante teria recebido informação privilegiada sobre como o público não estava recebendo bem a forma com a qual estava tratando Lucas.
Em 10 de fevereiro, durante uma conversa com Arthur Picoli e Nego Di sobre os desentendimentos que ela teve com Carla Diaz e Arcrebiano Araújo, Karol afirmou ter entrado em contato com pessoas importantes da Globo dentro do programa. Logo depois, a produção chamou a atenção da artista e Karol tentou desconversar dizendo que falou com uma psicóloga. A fala gerou polêmica e fortaleceu os boatos de que ela teria recebido informação privilegiada durante a troca de microfone, no Confessionário, dias antes do vazamento do áudio de Boninho conversando com Projota.

#### Camilla de Lucas e João Luiz Pedrosa
No dia 3 de abril, após uma fala de Rodolffo Matthaus comparando o cabelo do monstro aplicado a ele com o de João Luiz Pedrosa, o participante confidenciou a Camilla de Lucas o seu incomodo com a situação, o que acabou gerando uma grande repercussão perante ao público. No mesmo dia, ocorreu a festa FIAT Cores com a participação da cantora Ludmilla que durante sua apresentação gritou várias palavras incluindo o termo "Respeita o nosso cabelo". Imediatamente os dois participantes reagiram efusivamente, dando a entender que a situação havia repercutido de forma bem grande fora da casa e incentivando João Luiz a votar em Rodolffo caso ele não fosse indicado pelo líder e posteriormente expor a situação durante o jogo da discórdia. Diversas pessoas na internet acusaram a cantora Ludmilla de ter interferido no jogo dando um recado a João Luiz e Camilla sobre a repercussão que a fala de Rodolffo teve externamente.

### Acusação de fraude na Prova Bate e Volta
No dia 8 de fevereiro de 2021, em uma conversa com os participantes no quarto do Líder, a cantora Karol Conká contou um truque para vencer a prova Bate e Volta. A prova consistia em ligar várias mangueiras e apenas uma fazer a água cair nos dois indicados embaixo do chuveiro. Se a água caísse, o participante que acionasse a respectiva mangueira seria declarado o vencedor da prova. Karol participou da prova junto com Arcrebiano Araújo e Juliette Freire. Na conversa, Karol disse que observava as mangueiras ligando as torneiras e revelou que algumas estavam plugadas e outras não. Após a revelação, os telespectadores passaram a acusar Karol de roubo, além de uma suposta manobra da produção para manter a cantora.
Em seguida, subiram a tag "PROVA CANCELADA", unindo também comentários de ex-BBBs. A equipe de Arcrebiano emitiu uma nota solicitando a revisão da prova pela produção do programa. Diante da situação, a produção do programa informou que a prova não seria anulada, pois, em nota, a TV Globo destacou que os canos eram cinematográficos e que os chuveiros eram abertos manualmente pela direção do programa.

### Acusação de manipulação
Escrevendo para o Splash, da UOL, em fevereiro de 2021, Maurício Stycer criticou o posicionamento de Boninho ao tentar jogar a culpa em Lucas Penteado por ter sofrido ataques na casa. Segundo Boninho, Lucas bebia e "virava um gremlin": "É uma fala muito grave, que expõe a intimidade e ofende a honra de Lucas. Além de também jogar a culpa sobre quem o selecionou para participar do programa. (...) Ao chamar Lucas de "Gremlin", Boninho reforça o argumento dos que acusam o programa de esvaziar, ou "deslegitimizar", um momento importante, que foi o beijo entre dois homens no reality."
Ainda segundo Stycer, o teor do áudio vazado com uma conversa entre Boninho e Projota poderia comprovar que o programa é manipulado: "No terceiro e último trecho da conversa vazada, Boninho antecipa a Projota detalhes do "BBB" e garante que "a casa vai mudar". Para quem suspeita que a direção manipula o programa, a fala do diretor é um prato feito: "Eu sei, cara. Você tá aí. Você entrou num jogo. Você vai falar: vou desistir? O que eu estou falando é o seguinte: Dá um tempo. A casa vai mudar. Ele saiu fora. O clima é outro. Vai mudar as coisas. Curta o seu jogo, o que você está fazendo aí. Você está se divertindo, tá cuidando da tua vida. Respira fundo. Dá um tempo pra você ver o que aconteceu. Tá todo mundo de cabeça quente, com toda razão".
Já no jornal Metrópoles, Leo Dias apontou que o áudio de Projota e Boninho confirma a manipulação do jogo, e também citou a mudança abrupta de comportamento de Karol Conká após ela sair do confessionário, dizendo que ia mudar e pedir desculpas.
Em entrevista ao jornal Metrópoles no dia 28 fevereiro de 2021, Nego Di disse que Boninho passou informações para ele no confessionário, pedindo para que não falasse do Lucas Penteado na casa. Nego Di também acusou a TV Globo de conceder um tratamento diferenciado à Karol Conká e Lucas Penteado após a saída da casa, e disse que quebrou um contrato com a empresa no valor de 1,5 milhão de reais.
O tratamento diferenciado dado a Karol Conká também foi apontado pela família de Projota, com acesso aos estúdios.

### Acusação de maus tratos a animais
Durante uma conversa com Rodolffo Matthaus e Sarah Andrade no dia 9 de fevereiro de 2021, Caio Afiune afirmou que havia colocado um ovo quente na boca de um cachorro para ver se ele passava a odiar ovos e assim não os estragar nem atacar as galinhas da sua fazenda. O assunto rendeu vários comentários negativos nas redes sociais, principalmente advindo de ONGs ligadas à saúde e à proteção animal. Horas depois, a assessoria do participante publicou o vídeo completo, no qual Caio afirmava que sua fala era uma brincadeira e que jamais faria isso.

## Participantes
A lista com 20 participantes oficiais foi divulgada no dia 19 de janeiro de 2021, seis dias antes da estreia, durante os intervalos da programação da TV Globo e no gshow. O participante Lucas Penteado desistiu do programa no dia 7 de fevereiro de 2021, após 14 dias confinado.
As informações referentes à ocupação dos participantes estão de acordo com o momento em que ingressaram no programa.
| Participante                                  | Idade | Ocupação                        | Origem                              | Resultado                               | Ref.    |
| --------------------------------------------- | ----- | ------------------------------- | ----------------------------------- | --------------------------------------- | ------- |
| Juliette Freire Feitosa                       | 31    | Advogada e maquiadora           | Campina Grande, Paraíba             | Vencedora em 4 de maio de 2021          | [ 174 ] |
| Camilla Jesus Santos de Lucas                 | 26    | Influenciadora digital          | Nova Iguaçu, Rio de Janeiro         | 2º lugar em 4 de maio de 2021           | [ 175 ] |
| Filipe Kartalian Ayrosa Galvão (Fiuk)         | 30    | Ator e cantor                   | São Paulo, São Paulo                | 3º lugar em 4 de maio de 2021           | [ 176 ] |
| Gilberto José Nogueira Junior                 | 29    | Doutorando em economia          | Jaboatão dos Guararapes, Pernambuco | 16º eliminado em 2 de maio de 2021      | [ 177 ] |
| Viviane de Queiroz Pereira (Pocah)            | 26    | Cantora                         | Queimados, Rio de Janeiro           | 15ª eliminada em 29 de abril de 2021    | [ 178 ] |
| Arthur Louzada Picoli                         | 26    | Instrutor de crossfit           | Castelo, Espírito Santo             | 14º eliminado em 27 de abril de 2021    | [ 179 ] |
| Vitória de Felice Moraes (Viih Tube)          | 20    | Atriz e youtuber                | São Paulo, São Paulo                | 13ª eliminada em 25 de abril de 2021    | [ 180 ] |
| João Luiz Pedrosa da Silva                    | 24    | Professor de geografia          | Santos Dumont, Minas Gerais         | 12º eliminado em 22 de abril de 2021    | [ 181 ] |
| Caio Farah Afiune                             | 32    | Fazendeiro                      | Anápolis, Goiás                     | 11º eliminado em 20 de abril de 2021    | [ 182 ] |
| Thaís Faria Braz                              | 28    | Cirurgiã-dentista               | Luziânia, Goiás                     | 10ª eliminada em 13 de abril de 2021    | [ 183 ] |
| Rodolffo Matthaus da Silva Rios               | 32    | Cantor sertanejo                | Uruaçu, Goiás                       | 9º eliminado em 6 de abril de 2021      | [ 184 ] |
| Sarah Carolline Vieira de Andrade             | 29    | Consultora de marketing digital | Brasília, Distrito Federal          | 8ª eliminada em 30 de março de 2021     | [ 185 ] |
| Carla Carolina Moreira Diaz                   | 30    | Atriz                           | São Paulo, São Paulo                | 7ª eliminada em 23 de março de 2021     | [ 186 ] |
| José Tiago Sabino Pereira (Projota)           | 34    | Cantor e rapper                 | São Paulo, São Paulo                | 6º eliminado em 16 de março de 2021     | [ 187 ] |
| Lumena de Aleluia Santos                      | 29    | Psicóloga e DJ                  | Salvador, Bahia                     | 5ª eliminada em 2 de março de 2021      | [ 188 ] |
| Karoline dos Santos de Oliveira (Karol Conká) | 35    | Cantora e apresentadora         | Curitiba, Paraná                    | 4ª eliminada em 23 de fevereiro de 2021 | [ 189 ] |
| Dilson Alves da Silva Neto (Nego Di)          | 26    | Comediante                      | Porto Alegre, Rio Grande do Sul     | 3º eliminado em 16 de fevereiro de 2021 | [ 190 ] |
| Arcrebiano de Araújo Silva                    | 29    | Modelo e educador físico        | Vila Velha, Espírito Santo          | 2º eliminado em 9 de fevereiro de 2021  | [ 191 ] |
| Lucas Prata Penteado                          | 24    | Ator                            | São Paulo, São Paulo                | Desistente em 7 de fevereiro de 2021    | [ 192 ] |
| Kerline Farias Cardoso Leite                  | 28    | Modelo e influenciadora digital | Fortaleza, Ceará                    | 1ª eliminada em 2 de fevereiro de 2021  | [ 193 ] |

## Histórico
|                          |                          | Semana 1                     | Semana 2                        | Semana 3                     | Semana 4                     | Semana 5                     | Semana 6                         | Semana 7                     | Semana 8                      | Semana 9                     | Semana 10                     | Semana 10                     | Semana 11                    | Semana 12                   | Semana 13                      | Semana 13                      | Semana 13                    | Semana 14                     | Semana 14                     | Semana 14                   | Votos recebidos |
| Confessionário           | Votação aberta           | Semana 1                     | Semana 2                        | Semana 3                     | Semana 4                     | Semana 5                     | Semana 6                         | Semana 7                     | Semana 8                      | Semana 9                     | Dia 86                        | Dia 88                        | Semana 11                    | Semana 12                   | Dia 91                         | Dia 93                         | Dia 96                       | Final                         |                               |                             | Votos recebidos |
| ------------------------ | ------------------------ | ---------------------------- | ------------------------------- | ---------------------------- | ---------------------------- | ---------------------------- | -------------------------------- | ---------------------------- | ----------------------------- | ---------------------------- | ----------------------------- | ----------------------------- | ---------------------------- | --------------------------- | ------------------------------ | ------------------------------ | ---------------------------- | ----------------------------- | ----------------------------- | --------------------------- | --------------- |
| Líder                    | Líder                    | Nego Di                      | Arthur                          | Karol                        | Sarah                        | João Luiz                    | Rodolffo                         | Fiuk                         | Gilberto                      | Arthur                       | Viih Tube                     | Viih Tube                     | Caio                         | Viih Tube                   | Gilberto                       | Pocah                          | Gilberto                     | Juliette                      | (nenhum)                      | (nenhum)                    |                 |
| Anjo                     | Anjo                     | Rodolffo                     | Carla                           | Caio                         | Caio                         | Caio                         | Arthur                           | Projota                      | Viih Tube                     | Thaís                        | Fiuk Gilberto                 | Fiuk Gilberto                 | João Luiz                    | Camilla                     | (nenhum)                       | (nenhum)                       | (nenhum)                     | (nenhum)                      | (nenhum)                      | (nenhum)                    |                 |
| Imunizado                | Imunizado                | Caio                         | Camilla                         | Rodolffo                     | Rodolffo                     | Caio                         | Projota                          | Arthur                       | Thaís                         | Viih Tube                    | João Luiz                     | João Luiz                     | Camilla                      | Camilla                     | (nenhum)                       | (nenhum)                       | (nenhum)                     | (nenhum)                      | (nenhum)                      | (nenhum)                    |                 |
| Big Fone                 | Big Fone                 | Arcrebiano João Luiz         | Arcrebiano Gilberto Thaís       | (nenhum)                     | (nenhum)                     | Carla                        | (nenhum)                         | (nenhum)                     | (nenhum)                      | Gilberto                     | (nenhum)                      | (nenhum)                      | (nenhum)                     | (nenhum)                    | (nenhum)                       | (nenhum)                       | (nenhum)                     | (nenhum)                      | (nenhum)                      | (nenhum)                    |                 |
| Indicado (Big Fone)      | Indicado (Big Fone)      | Arcrebiano Rodolffo Sarah    | Juliette Karol Thaís            | (nenhum)                     | (nenhum)                     | Fiuk Lumena Rodolffo         | (nenhum)                         | (nenhum)                     | (nenhum)                      | (nenhum)                     | (nenhum)                      | (nenhum)                      | (nenhum)                     | (nenhum)                    | (nenhum)                       | (nenhum)                       | (nenhum)                     | (nenhum)                      | Camilla Gilberto Juliette     | (nenhum)                    |                 |
| Indicado (Contragolpe)   | Indicado (Contragolpe)   | (nenhum)                     | (nenhum)                        | Nego Di                      | (nenhum)                     | (nenhum)                     | Caio Pocah                       | (nenhum)                     | (nenhum)                      | Rodolffo Thaís               | (nenhum)                      | Juliette                      | (nenhum)                     | (nenhum)                    | (nenhum)                       | Fiuk                           | Pocah                        | (nenhum)                      | Camilla Gilberto Juliette     | (nenhum)                    |                 |
| Indicado (Líder)         | Indicado (Líder)         | Kerline                      | Gilberto                        | Sarah                        | Karol                        | Projota                      | Carla João Luiz                  | Projota                      | Rodolffo                      | Juliette                     | Gilberto                      | Gilberto                      | Thaís                        | Fiuk Gilberto               | Pocah                          | Gilberto                       | Camilla                      | Pocah                         | Camilla Gilberto Juliette     | (nenhum)                    |                 |
| Indicado (Casa)          | Indicado (Casa)          | Arcrebiano                   | Arcrebiano                      | Fiuk                         | Gilberto Projota             | Arthur                       | Arthur                           | Gilberto Pocah Thaís         | Caio                          | Sarah                        | Rodolffo                      | Caio                          | Arthur Pocah                 | Arthur Caio                 | Arthur João Luiz               | Viih Tube                      | Arthur                       | Camilla Gilberto              | Camilla Gilberto Juliette     | (nenhum)                    |                 |
| Bate e Volta (Indicados) | Bate e Volta (Indicados) | Arcrebiano Rodolffo Sarah    | Arcrebiano Juliette Karol       | (nenhum)                     | Arthur Gilberto Projota      | Arthur Lumena Rodolffo       | Arthur Caio Pocah                | Gilberto Pocah Thaís         | Caio Carla Fiuk               | Rodolffo Sarah Thaís         | Caio Juliette Rodolffo        | Caio Juliette Rodolffo        | Arthur Fiuk Pocah            | Arthur Caio                 | (nenhum)                       | (nenhum)                       | (nenhum)                     | (nenhum)                      | (nenhum)                      | (nenhum)                    |                 |
| Bate e Volta (Salvo)     | Bate e Volta (Salvo)     | Arcrebiano                   | Karol                           | (nenhum)                     | Projota                      | Rodolffo                     | Pocah                            | Gilberto                     | Caio                          | Thaís                        | Juliette                      | Juliette                      | Pocah                        | Arthur                      | (nenhum)                       | (nenhum)                       | (nenhum)                     | (nenhum)                      | (nenhum)                      | (nenhum)                    |                 |
|                          |                          |                              |                                 |                              |                              |                              |                                  |                              |                               |                              |                               |                               |                              |                             |                                |                                |                              |                               |                               |                             |                 |
|                          | Juliette                 | Thaís                        | Nego Di                         | Lumena                       | Lumena                       | Arthur                       | Arthur                           | Pocah                        | Arthur                        | Sarah                        | Rodolffo                      | Caio                          | Arthur                       | Arthur Caio                 | Arthur                         | Arthur                         | Arthur                       | Líder                         | Paredão                       | Vencedora (Dia 100)         | 22              |
|                          | Camilla                  | Arcrebiano                   | Arcrebiano                      | Caio                         | Projota                      | Arthur                       | Caio                             | Caio                         | Caio                          | Rodolffo                     | Rodolffo                      | Caio                          | Pocah                        | Arthur Caio                 | Arthur                         | Arthur                         | Arthur                       | Paredão                       | Paredão                       | 2º lugar (Dia 100)          | 7               |
|                          | Fiuk                     | Carla                        | Arcrebiano                      | Arthur                       | Carla                        | Arthur                       | Arthur                           | Líder                        | Arthur                        | Pocah                        | Arthur                        | Arthur                        | Arthur                       | Pocah Caio                  | Viih Tube                      | Viih Tube                      | Arthur                       | Salvo                         | Finalista                     | 3º lugar (Dia 100)          | 13              |
|                          | Gilberto                 | Arcrebiano                   | Lumena                          | Arthur                       | Projota                      | Pocah                        | Pocah                            | Pocah                        | Caio                          | Rodolffo                     | Rodolffo                      | Pocah                         | Pocah                        | Pocah Arthur                | Líder                          | Viih Tube                      | Líder                        | Paredão                       | Paredão                       | Eliminado (Dia 98)          | 16              |
|                          | Pocah                    | Arcrebiano                   | Arcrebiano                      | Gilberto                     | Gilberto                     | Sarah                        | Fiuk                             | Gilberto                     | Juliette                      | Sarah                        | Juliette                      | Juliette                      | Gilberto                     | João Luiz Juliette          | João Luiz                      | Líder                          | Fiuk                         | Paredão                       | Eliminada (Dia 95)            | Eliminada (Dia 95)          | 22              |
|                          | Arthur                   | Camilla                      | Líder                           | Fiuk                         | Gilberto                     | Thaís                        | Juliette                         | Thaís (×2)                   | Viih Tube                     | Líder                        | Juliette                      | Juliette                      | Gilberto                     | Juliette João Luiz          | João Luiz                      | Viih Tube                      | Juliette                     | Eliminado (Dia 93)            | Eliminado (Dia 93)            | Eliminado (Dia 93)          | 35              |
|                          | Viih Tube                | Arcrebiano                   | Lumena                          | Fiuk                         | Projota                      | Arthur                       | Pocah                            | Gilberto                     | Caio                          | Sarah                        | Rodolffo                      | Caio                          | Arthur                       | Caio                        | Arthur                         | Fiuk                           | Eliminada (Dia 91)           | Eliminada (Dia 91)            | Eliminada (Dia 91)            | Eliminada (Dia 91)          | 5               |
|                          | João Luiz                | Arcrebiano                   | Arcrebiano                      | Projota                      | Projota                      | Líder                        | Arthur                           | Pocah                        | Arthur                        | Rodolffo                     | Rodolffo                      | Caio                          | Pocah                        | Arthur Pocah                | Arthur                         | Eliminado (Dia 88)             | Eliminado (Dia 88)           | Eliminado (Dia 88)            | Eliminado (Dia 88)            | Eliminado (Dia 88)          | 9               |
|                          | Caio                     | Camilla                      | Fiuk                            | Fiuk                         | Camilla                      | Camilla                      | Camilla                          | Thaís                        | Juliette                      | Sarah                        | Juliette                      | Juliette                      | Líder                        | João Luiz Juliette          | Eliminado (Dia 86)             | Eliminado (Dia 86)             | Eliminado (Dia 86)           | Eliminado (Dia 86)            | Eliminado (Dia 86)            | Eliminado (Dia 86)          | 20              |
|                          | Thaís                    | Arcrebiano                   | Arcrebiano                      | Projota                      | Projota                      | Arthur                       | Arthur                           | Gilberto                     | Caio                          | Rodolffo                     | Caio                          | Caio                          | Arthur                       | Eliminada (Dia 79)          | Eliminada (Dia 79)             | Eliminada (Dia 79)             | Eliminada (Dia 79)           | Eliminada (Dia 79)            | Eliminada (Dia 79)            | Eliminada (Dia 79)          | 15              |
|                          | Rodolffo                 | João Luiz                    | Fiuk                            | Fiuk                         | João Luiz                    | Carla                        | Líder                            | Thaís                        | Juliette                      | Sarah                        | Juliette                      | Juliette                      | Eliminado (Dia 72)           | Eliminado (Dia 72)          | Eliminado (Dia 72)             | Eliminado (Dia 72)             | Eliminado (Dia 72)           | Eliminado (Dia 72)            | Eliminado (Dia 72)            | Eliminado (Dia 72)          | 14              |
|                          | Sarah                    | João Luiz                    | Lumena                          | Fiuk                         | Líder                        | Pocah                        | Pocah                            | Pocah                        | Juliette                      | Pocah                        | Eliminada (Dia 65)            | Eliminada (Dia 65)            | Eliminada (Dia 65)           | Eliminada (Dia 65)          | Eliminada (Dia 65)             | Eliminada (Dia 65)             | Eliminada (Dia 65)           | Eliminada (Dia 65)            | Eliminada (Dia 65)            | Eliminada (Dia 65)          | 8               |
|                          | Carla                    | Arcrebiano                   | Arcrebiano                      | Lumena                       | Lumena                       | Gilberto                     | Caio                             | Gilberto                     | Caio                          | Eliminada (Dia 58)           | Eliminada (Dia 58)            | Eliminada (Dia 58)            | Eliminada (Dia 58)           | Eliminada (Dia 58)          | Eliminada (Dia 58)             | Eliminada (Dia 58)             | Eliminada (Dia 58)           | Eliminada (Dia 58)            | Eliminada (Dia 58)            | Eliminada (Dia 58)          | 8               |
|                          | Projota                  | Thaís                        | Arcrebiano                      | Thaís                        | Gilberto                     | Thaís                        | Thaís                            | Thaís                        | Eliminado (Dia 51)            | Eliminado (Dia 51)           | Eliminado (Dia 51)            | Eliminado (Dia 51)            | Eliminado (Dia 51)           | Eliminado (Dia 51)          | Eliminado (Dia 51)             | Eliminado (Dia 51)             | Eliminado (Dia 51)           | Eliminado (Dia 51)            | Eliminado (Dia 51)            | Eliminado (Dia 51)          | 9               |
|                          | Lumena                   | Thaís                        | Arcrebiano                      | Juliette                     | Carla                        | Arthur                       | Eliminada (Dia 37)               | Eliminada (Dia 37)           | Eliminada (Dia 37)            | Eliminada (Dia 37)           | Eliminada (Dia 37)            | Eliminada (Dia 37)            | Eliminada (Dia 37)           | Eliminada (Dia 37)          | Eliminada (Dia 37)             | Eliminada (Dia 37)             | Eliminada (Dia 37)           | Eliminada (Dia 37)            | Eliminada (Dia 37)            | Eliminada (Dia 37)          | 9               |
|                          | Karol                    | Carla                        | Arcrebiano                      | Líder                        | Gilberto                     | Eliminada (Dia 30)           | Eliminada (Dia 30)               | Eliminada (Dia 30)           | Eliminada (Dia 30)            | Eliminada (Dia 30)           | Eliminada (Dia 30)            | Eliminada (Dia 30)            | Eliminada (Dia 30)           | Eliminada (Dia 30)          | Eliminada (Dia 30)             | Eliminada (Dia 30)             | Eliminada (Dia 30)           | Eliminada (Dia 30)            | Eliminada (Dia 30)            | Eliminada (Dia 30)          | 2               |
|                          | Nego Di                  | Líder                        | Carla                           | Juliette                     | Eliminado (Dia 23)           | Eliminado (Dia 23)           | Eliminado (Dia 23)               | Eliminado (Dia 23)           | Eliminado (Dia 23)            | Eliminado (Dia 23)           | Eliminado (Dia 23)            | Eliminado (Dia 23)            | Eliminado (Dia 23)           | Eliminado (Dia 23)          | Eliminado (Dia 23)             | Eliminado (Dia 23)             | Eliminado (Dia 23)           | Eliminado (Dia 23)            | Eliminado (Dia 23)            | Eliminado (Dia 23)          | 2               |
|                          | Arcrebiano               | Camilla                      | Lumena                          | Eliminado (Dia 16)           | Eliminado (Dia 16)           | Eliminado (Dia 16)           | Eliminado (Dia 16)               | Eliminado (Dia 16)           | Eliminado (Dia 16)            | Eliminado (Dia 16)           | Eliminado (Dia 16)            | Eliminado (Dia 16)            | Eliminado (Dia 16)           | Eliminado (Dia 16)          | Eliminado (Dia 16)             | Eliminado (Dia 16)             | Eliminado (Dia 16)           | Eliminado (Dia 16)            | Eliminado (Dia 16)            | Eliminado (Dia 16)          | 18              |
|                          | Lucas                    | Carla                        | Desistente (Dia 14)             | Desistente (Dia 14)          | Desistente (Dia 14)          | Desistente (Dia 14)          | Desistente (Dia 14)              | Desistente (Dia 14)          | Desistente (Dia 14)           | Desistente (Dia 14)          | Desistente (Dia 14)           | Desistente (Dia 14)           | Desistente (Dia 14)          | Desistente (Dia 14)         | Desistente (Dia 14)            | Desistente (Dia 14)            | Desistente (Dia 14)          | Desistente (Dia 14)           | Desistente (Dia 14)           | Desistente (Dia 14)         | 0               |
|                          | Kerline                  | Arcrebiano                   | Eliminada (Dia 9)               | Eliminada (Dia 9)            | Eliminada (Dia 9)            | Eliminada (Dia 9)            | Eliminada (Dia 9)                | Eliminada (Dia 9)            | Eliminada (Dia 9)             | Eliminada (Dia 9)            | Eliminada (Dia 9)             | Eliminada (Dia 9)             | Eliminada (Dia 9)            | Eliminada (Dia 9)           | Eliminada (Dia 9)              | Eliminada (Dia 9)              | Eliminada (Dia 9)            | Eliminada (Dia 9)             | Eliminada (Dia 9)             | Eliminada (Dia 9)           | 1               |
|                          |                          |                              |                                 |                              |                              |                              |                                  |                              |                               |                              |                               |                               |                              |                             |                                |                                |                              |                               |                               |                             |                 |
| Notas                    | Notas                    | 1, 2, 3, 4, 5, 6             | 7, 8, 9, 10                     | 11, 12, 13, 14               | 15, 16, 17, 18               | 19, 20, 21, 22               | 23, 24, 25, 26                   | 27, 28, 29, 30               | 31, 32, 33, 34                | 35, 36, 37, 38               | 39, 40, 41, 42                | 39, 40, 41, 42                | 43, 44                       | 45, 46, 47, 48              | 49                             | 50, 51                         | 52, 53, 54                   | 55, 56                        | 57, 58, 59                    | 60, 61                      |                 |
| Desistente               | Desistente               | (nenhum)                     | Lucas                           | (nenhum)                     | (nenhum)                     | (nenhum)                     | (nenhum)                         | (nenhum)                     | (nenhum)                      | (nenhum)                     | (nenhum)                      | (nenhum)                      | (nenhum)                     | (nenhum)                    | (nenhum)                       | (nenhum)                       | (nenhum)                     | (nenhum)                      | (nenhum)                      | (nenhum)                    |                 |
| Paredão                  | Paredão                  | Kerline Rodolffo Sarah       | Arcrebiano Gilberto Juliette    | Fiuk Nego Di Sarah           | Arthur Gilberto Karol        | Arthur Lumena Projota        | Arthur Caio Carla João Luiz      | Pocah Projota Thaís          | Carla Fiuk Rodolffo           | Juliette Rodolffo Sarah      | Caio Gilberto Rodolffo        | Caio Gilberto Rodolffo        | Arthur Fiuk Thaís            | Caio Fiuk Gilberto          | Arthur João Luiz Pocah         | Fiuk Gilberto Viih Tube        | Arthur Camilla Pocah         | Camilla Gilberto Pocah        | Camilla Gilberto Juliette     | Camilla Fiuk Juliette       |                 |
| Eliminado                | Eliminado                | Kerline 83,50% para eliminar | Arcrebiano 64,89% para eliminar | Nego Di 98,76% para eliminar | Karol 99,17% para eliminar   | Lumena 61,31% para eliminar  | Carla 62,40% para beneficiar     | Projota 91,89% para eliminar | Carla 44,96% para eliminar    | Sarah 76,76% para eliminar   | Rodolffo 50,48% para eliminar | Rodolffo 50,48% para eliminar | Thaís 82,29% para eliminar   | Caio 70,22% para eliminar   | João Luiz 58,86% para eliminar | Viih Tube 96,69% para eliminar | Arthur 61,34% para eliminar  | Pocah 73,16% para eliminar    | Gilberto 50,87% para eliminar | Fiuk 4,62% para vencer      |                 |
| Eliminado                | Eliminado                | Kerline 83,50% para eliminar | Arcrebiano 64,89% para eliminar | Nego Di 98,76% para eliminar | Karol 99,17% para eliminar   | Lumena 61,31% para eliminar  | Carla 62,40% para beneficiar     | Projota 91,89% para eliminar | Carla 44,96% para eliminar    | Sarah 76,76% para eliminar   | Rodolffo 50,48% para eliminar | Rodolffo 50,48% para eliminar | Thaís 82,29% para eliminar   | Caio 70,22% para eliminar   | João Luiz 58,86% para eliminar | Viih Tube 96,69% para eliminar | Arthur 61,34% para eliminar  | Pocah 73,16% para eliminar    | Gilberto 50,87% para eliminar | Camilla 5,23% para vencer   |                 |
| Outras %                 | Outras %                 | Sarah 8,62% para eliminar    | Juliette 33,23% para eliminar   | Fiuk 0,87% para eliminar     | Arthur 0,54% para eliminar   | Projota 37,07% para eliminar | João Luiz 28,07% para beneficiar | Thaís 6,72% para eliminar    | Rodolffo 44,45% para eliminar | Rodolffo 22% para eliminar   | Caio 44,09% para eliminar     | Caio 44,09% para eliminar     | Arthur 15,88% para eliminar  | Fiuk 27,99% para eliminar   | Pocah 28,21% para eliminar     | Fiuk 2,60% para eliminar       | Camilla 30,77% para eliminar | Gilberto 14,94% para eliminar | Camilla 47,65% para eliminar  | Juliette 90,15% para vencer |                 |
| Outras %                 | Outras %                 | Sarah 8,62% para eliminar    | Juliette 33,23% para eliminar   | Fiuk 0,87% para eliminar     | Arthur 0,54% para eliminar   | Projota 37,07% para eliminar | Caio 8,25% para beneficiar       | Thaís 6,72% para eliminar    | Rodolffo 44,45% para eliminar | Rodolffo 22% para eliminar   | Caio 44,09% para eliminar     | Caio 44,09% para eliminar     | Arthur 15,88% para eliminar  | Fiuk 27,99% para eliminar   | Pocah 28,21% para eliminar     | Fiuk 2,60% para eliminar       | Camilla 30,77% para eliminar | Gilberto 14,94% para eliminar | Camilla 47,65% para eliminar  | Juliette 90,15% para vencer |                 |
| Outras %                 | Outras %                 | Rodolffo 7,88% para eliminar | Gilberto 1,88% para eliminar    | Sarah 0,37% para eliminar    | Gilberto 0,29% para eliminar | Arthur 1,62% para eliminar   | Pocah 1,39% para eliminar        | Fiuk 10,59% para eliminar    | Juliette 1,24% para eliminar  | Gilberto 5,43% para eliminar | Gilberto 5,43% para eliminar  | Fiuk 1,83% para eliminar      | Gilberto 1,79% para eliminar | Arthur 12,93% para eliminar | Gilberto 0,71% para eliminar   | Pocah 7,89% para eliminar      | Camilla 11,90% para eliminar | Juliette 1,48% para eliminar  |                               | Juliette 90,15% para vencer |                 |
| Outras %                 | Outras %                 | Rodolffo 7,88% para eliminar | Gilberto 1,88% para eliminar    | Sarah 0,37% para eliminar    | Gilberto 0,29% para eliminar | Arthur 1,62% para eliminar   | Pocah 1,39% para eliminar        | Fiuk 10,59% para eliminar    | Juliette 1,24% para eliminar  | Gilberto 5,43% para eliminar | Gilberto 5,43% para eliminar  | Fiuk 1,83% para eliminar      | Gilberto 1,79% para eliminar | Arthur 12,93% para eliminar | Gilberto 0,71% para eliminar   | Pocah 7,89% para eliminar      | Camilla 11,90% para eliminar | Juliette 1,48% para eliminar  | Arthur 1,28% para beneficiar  | Juliette 90,15% para vencer |                 |
| Votos                    | Votos                    | 29.227.926                   | 105.169.555                     | 169.038.642                  | 285.230.781                  | 97.050.122                   | 62.655.999                       | 89.412.933                   | 535.713.590                   | 654.386.216                  | 416.934.323                   | 416.934.323                   | 106.557.323                  | 62.170.447                  | 86.040.087                     | 107.654.900                    | 414.924.814                  | 59.703.676                    | 514.371.762                   | 633.284.707                 |                 |

### Legenda
|  | Grupo Pipoca |  |  | Grupo Camarote |

### VIP / Xepa
|            | Sem 1 | Sem 2 | Sem 3 | Sem 4 | Sem 5 | Sem 61 | Sem 72 | Sem 83 | Sem 9 | Sem 10 | Sem 114 | Sem 125 | Sem 13 | Sem 13 | Sem 13 | Sem 146 | Sem 146 |
| Dia 86     | Sem 1 | Sem 2 | Sem 3 | Sem 4 | Sem 5 | Sem 61 | Sem 72 | Sem 83 | Sem 9 | Sem 10 | Sem 114 | Sem 125 | Dia 88 | Dia 91 | Dia 93 | Dia 95  |         |
| ---------- | ----- | ----- | ----- | ----- | ----- | ------ | ------ | ------ | ----- | ------ | ------- | ------- | ------ | ------ | ------ | ------- | ------- |
| Juliette   | Xepa  | Xepa  | Xepa  | VIP   | Xepa  | VIP    | Xepa   | VIP    | Xepa  | VIP    | Xepa    | VIP     | VIP    | Xepa   | Xepa   | VIP     | VIP     |
| Camilla    | VIP   | Xepa  | Xepa  | Xepa  | VIP   | Xepa   | VIP    | Xepa   | Xepa  | VIP    | Xepa    | VIP     | Xepa   | Xepa   | Xepa   | VIP     | VIP     |
| Fiuk       | Xepa  | Xepa  | Xepa  | VIP   | Xepa  | Xepa   | VIP    | VIP    | VIP   | Xepa   | Xepa    | Xepa    | VIP    | Xepa   | VIP    | Xepa    | VIP     |
| Gilberto   | VIP   | Xepa  | Xepa  | VIP   | Xepa  | VIP    | VIP    | VIP    | Xepa  | Xepa   | VIP     | Xepa    | VIP    | Xepa   | VIP    | VIP     | VIP     |
| Pocah      | VIP   | Xepa  | VIP   | Xepa  | Xepa  | Xepa   | Xepa   | VIP    | VIP   | Xepa   | Xepa    | VIP     | Xepa   | VIP    | Xepa   | Xepa    |         |
| Arthur     | Xepa  | VIP   | VIP   | Xepa  | Xepa  | Xepa   | Xepa   | Xepa   | VIP   | Xepa   | VIP     | VIP     | Xepa   | VIP    | VIP    |         |         |
| Viih Tube  | VIP   | VIP   | Xepa  | Xepa  | VIP   | VIP    | Xepa   | Xepa   | Xepa  | VIP    | Xepa    | VIP     | Xepa   | VIP    |        |         |         |
| João Luiz  | VIP   | Xepa  | Xepa  | Xepa  | VIP   | VIP    | Xepa   | Xepa   | Xepa  | VIP    | VIP     | VIP     | VIP    |        |        |         |         |
| Caio       | Xepa  | VIP   | Xepa  | VIP   | Xepa  | VIP    | VIP    | Xepa   | VIP   | Xepa   | VIP     | Xepa    |        |        |        |         |         |
| Thaís      | Xepa  | Xepa  | Xepa  | Xepa  | VIP   | Xepa   | Xepa   | Xepa   | Xepa  | VIP    | Xepa    |         |        |        |        |         |         |
| Rodolffo   | Xepa  | Xepa  | Xepa  | VIP   | Xepa  | VIP    | VIP    | VIP    | VIP   | Xepa   |         |         |        |        |        |         |         |
| Sarah      | Xepa  | Xepa  | Xepa  | VIP   | VIP   | VIP    | VIP    | VIP    | Xepa  |        |         |         |        |        |        |         |         |
| Carla      | Xepa  | VIP   | VIP   | Xepa  | VIP   | Xepa   | Xepa   | Xepa   |       |        |         |         |        |        |        |         |         |
| Projota    | VIP   | VIP   | VIP   | Xepa  | Xepa  | Xepa   | Xepa   |        |       |        |         |         |        |        |        |         |         |
| Lumena     | VIP   | VIP   | VIP   | Xepa  | VIP   |        |        |        |       |        |         |         |        |        |        |         |         |
| Karol      | VIP   | VIP   | VIP   | Xepa  |       |        |        |        |       |        |         |         |        |        |        |         |         |
| Nego Di    | VIP   | VIP   | VIP   |       |       |        |        |        |       |        |         |         |        |        |        |         |         |
| Arcrebiano | Xepa  | VIP   |       |       |       |        |        |        |       |        |         |         |        |        |        |         |         |
| Lucas      | VIP   | Xepa  |       |       |       |        |        |        |       |        |         |         |        |        |        |         |         |
| Kerline    | Xepa  |       |       |       |       |        |        |        |       |        |         |         |        |        |        |         |         |

- Nota 1: Na semana 6, Juliette foi transferida para a Xepa após ser escolhida por Arthur para cumprir o castigo do Monstro ao lado de Fiuk, que já estava na Xepa.[43]
- Nota 2: Na semana 7, Sarah foi transferida para a Xepa após ser escolhida por Projota para cumprir o castigo do Monstro ao lado de João Luiz, que já estava na Xepa.[44]
- Nota 3: Na semana 8, Rodolffo foi transferido para a Xepa após ser escolhido por Viih Tube para cumprir o castigo do Monstro ao lado de Arthur, que já estava na Xepa.[45]
- Nota 4: Na semana 11, Arthur foi transferido para a Xepa após ser escolhido por João Luiz para cumprir o castigo do Monstro ao lado de Pocah, que já estava na Xepa.[48]
- Nota 5: Na semana 12, Arthur foi transferido para a Xepa após ser escolhido por Camilla para cumprir o castigo do Monstro ao lado de Caio e Gilberto, que já estavam na Xepa.[49]
- Nota 6: Na semana 14, no dia 95, foi anunciado que todos os participantes ficariam no VIP.[272]

## Classificação geral
| Pos. | Participante      | Meio de indicação   | % dos votos | Eliminado em |
| ---- | ----------------- | ------------------- | ----------- | ------------ |
| 1    | Juliette Freire   | Finalista           | 90,15%      | —            |
| 2    | Camilla de Lucas  | Finalista           | 5,23%       | —            |
| 3    | Fiuk              | Finalista           | 4,62%       | —            |
| 4    | Gilberto Nogueira | Prova do Finalista  | 50,87%      | Semana 14    |
| 5    | Pocah             | Líder (Juliette)    | 73,16%      | Semana 14    |
| 6    | Arthur Picoli     | Casa (3 votos)      | 61,34%      | Semana 13    |
| 7    | Viih Tube         | Casa (3 votos)      | 96,69%      | Semana 13    |
| 8    | João Luiz Pedrosa | Casa (2 votos)      | 58,86%      | Semana 13    |
| 9    | Caio Afiune       | Casa (3 votos)      | 70,22%      | Semana 12    |
| 10   | Thaís Braz        | Líder (Caio)        | 82,29%      | Semana 11    |
| 11   | Rodolffo          | Casa (4 votos)      | 50,48%      | Semana 10    |
| 12   | Sarah Andrade     | Casa (5 votos)      | 76,76%      | Semana 9     |
| 13   | Carla Diaz        | Prova do Líder      | 44,96%      | Semana 8     |
| 14   | Projota           | Líder (Fiuk)        | 91,89%      | Semana 7     |
| 15   | Lumena Aleluia    | Big Fone (Carla)    | 61,31%      | Semana 5     |
| 16   | Karol Conká       | Líder (Sarah)       | 99,17%      | Semana 4     |
| 17   | Nego Di           | Contragolpe (Sarah) | 98,76%      | Semana 3     |
| 18   | Arcrebiano Araújo | Casa (9 votos)      | 64,89%      | Semana 2     |
| 19   | Lucas Penteado    | Desistente          | Desistente  | Semana 2     |
| 20   | Kerline Cardoso   | Líder (Nego Di)     | 83,50%      | Semana 1     |

## Audiência
- Os dados são providos pelo IBOPE e se referem ao público da Grande São Paulo.

| Data de transmissão | SEG             | TER             | QUA             | QUI             | SEX             | SÁB             | DOM             | Média semanal |
| ------------------- | --------------- | --------------- | --------------- | --------------- | --------------- | --------------- | --------------- | ------------- |
| 25/01 a 31/01/2021  | 27,4            | 28,2            | 26,1            | 26,2            | 25,7            | 22,1            | 21,0            | 25,2          |
| 01/02 a 07/02/2021  | 30,4            | 28,3            | 17,0            | 29,1            | 28,6            | 25,1            | 27,3            | 26,5          |
| 08/02 a 14/02/2021  | 30,4            | 32,1            | 17,5            | 28,6            | 29,0            | 24,5            | 23,8            | 26,6          |
| 15/02 a 21/02/2021  | 29,7            | 32,4            | 29,6            | 30,2            | 29,6            | 24,6            | 27,4            | 29,1          |
| 22/02 a 28/02/2021  | 33,2            | 38,3            | 31,0            | 13,4            | 28,9            | 27,1            | 23,7            | 27,9          |
| 01/03 a 07/03/2021  | 29,1            | 32,0            | 30,4            | 29,2            | 29,5            | 27,7            | 26,2            | 29,2          |
| 08/03 a 14/03/2021  | 31,0            | 30,9            | 32,2            | 32,9            | 31,8            | 26,2            | 27,0            | 30,3          |
| 15/03 a 21/03/2021  | 30,2            | 31,5            | 30,7            | 32,4            | 31,2            | 27,7            | 28,0            | 30,2          |
| 22/03 a 28/03/2021  | 33,0            | 33,4            | 16,7            | 31,0            | 28,7            | 25,7            | 27,1            | 27,9          |
| 29/03 a 04/04/2021  | 31,1            | 33,7            | 15,9            | 29,5            | 30,3            | 27,8            | 27,2            | 27,9          |
| 05/04 a 11/04/2021  | 30,8            | 32,6            | 20,2            | 31,8            | 29,5            | 24,1            | 26,3            | 27,9          |
| 12/04 a 18/04/2021  | 28,8            | 30,2            | 15,8            | 30,3            | 27,9            | 25,0            | 25,2            | 26,2          |
| 19/04 a 25/04/2021  | 29,5            | 30,2            | 27,6            | 31,3            | 27,5            | 25,6            | 28,2            | 28,6          |
| 26/04 a 02/05/2021  | 28,8            | 31,0            | 27,8            | 30,1            | 29,9            | 24,8            | 25,7            | 28,3          |
| 03/05 a 04/05/2021  | 27,9            | 34,1            | —               | —               | —               | —               | —               | 31,0          |
| 25/01 a 04/05/2021  | Média da edição | Média da edição | Média da edição | Média da edição | Média da edição | Média da edição | Média da edição | 28,2          |

- Em 2021, cada ponto representou 76,5 mil domicílios ou 205,3 mil pessoas na Grande São Paulo.[382]

## Prêmios e indicações
| Ano  | Prêmio                      | Categoria                              | Indicado                                   | Resultado | Ref.    |
| ---- | --------------------------- | -------------------------------------- | ------------------------------------------ | --------- | ------- |
| 2021 | Melhores do Ano NaTelinha   | Melhor Reality Show                    | Big Brother Brasil 21                      | Indicado  | [ 383 ] |
| 2021 | Melhores do Ano NaTelinha   | Revelação do Ano                       | Juliette Freire                            | Venceu    | [ 383 ] |
| 2021 | MTV Millennial Awards       | Realeza do Reality                     | Juliette Freire                            | Venceu    | [ 384 ] |
| 2021 | MTV Millennial Awards       | Realeza do Reality                     | Gil do Vigor                               | Indicado  | [ 384 ] |
| 2021 | Splash Awards               | Melhor Apresentação de Reality show    | Tiago Leifert                              | Indicado  | [ 385 ] |
| 2021 | Splash Awards               | Melhor Participante de Reality         | Bil Araújo                                 | Indicado  | [ 385 ] |
| 2021 | Splash Awards               | Melhor Participante de Reality         | Gil do Vigor                               | Indicado  | [ 385 ] |
| 2021 | Splash Awards               | Melhor Participante de Reality         | Juliette Freire                            | Indicado  | [ 385 ] |
| 2021 | Splash Awards               | Melhor Humorista                       | Rafael Portugal                            | Indicado  | [ 385 ] |
| 2021 | Splash Awards               | Melhor Bordão de Reality show          | "Aulas Cria" – Arthur Picoli               | Venceu    | [ 385 ] |
| 2021 | Splash Awards               | Melhor Bordão de Reality show          | "Brasiiiil" – Gil do Vigor                 | Indicado  | [ 385 ] |
| 2021 | Splash Awards               | Melhor Bordão de Reality show          | "É pauuu" – Juliette Freire                | Indicado  | [ 385 ] |
| 2021 | Splash Awards               | Melhor Bordão de Reality show          | "Ressignificar a jornada" – Lumena Aleluia | Indicado  | [ 385 ] |
| 2021 | Prêmio Contigo! Online 2021 | Melhor Reality Show                    | Big Brother Brasil 21                      | Indicado  | [ 386 ] |
| 2021 | Prêmio Contigo! Online 2021 | Apresentador de TV                     | Tiago Leifert                              | Indicado  | [ 386 ] |
| 2021 | Prêmio Área VIP             | Melhor Reality Show                    | Big Brother Brasil 21                      | Venceu    | [ 387 ] |
| 2021 | Prêmio Área VIP             | Melhor Apresentador                    | Tiago Leifert                              | Indicado  | [ 387 ] |
| 2021 | Prêmio Área VIP             | Melhor Participante de Reality Show    | Juliette Freire                            | Venceu    | [ 387 ] |
| 2021 | Prêmio Área VIP             | Melhor Participante de Reality Show    | Sarah Andrade                              | Indicado  | [ 387 ] |
| 2021 | Prêmio Área VIP             | Melhor Participante de Reality Show    | Gil do Vigor                               | Indicado  | [ 387 ] |
| 2021 | Prêmio Área VIP             | Melhor Participante de Reality Show    | Lucas Penteado                             | Indicado  | [ 387 ] |
| 2021 | Prêmio F5                   | Melhor Reality Show                    | Big Brother Brasil 21                      | Venceu    | [ 388 ] |
| 2021 | Prêmio F5                   | Melhor Apresentador de Entretenimento  | Tiago Leifert                              | Indicado  | [ 388 ] |
| 2021 | Prêmio F5                   | Melhor Apresentadora de Entretenimento | Ana Clara Lima                             | Venceu    | [ 388 ] |
| 2021 | Prêmio F5                   | Melhor Humorístico                     | CAT BBB                                    | Venceu    | [ 388 ] |
| 2021 | Prêmio F5                   | Melhor Ator de Humor                   | Rafael Portugal                            | Venceu    | [ 388 ] |
| 2021 | Prêmio F5                   | Melhor Meme                            | Fiuk com zero batimentos                   | Indicado  | [ 388 ] |
| 2021 | Prêmio F5                   | Melhor Meme                            | Lumena não autorizou                       | Indicado  | [ 388 ] |
| 2021 | Prêmio F5                   | Casal mais shippado                    | Carla Diaz e Arthur Picoli                 | Indicado  | [ 388 ] |
| 2021 | Prêmio F5                   | Maior bafão                            | O cancelamento de Karol Conka              | Indicado  | [ 388 ] |
| 2021 | SEC Awards                  | Melhor Reality Show                    | Big Brother Brasil 21                      | Venceu    | [ 389 ] |
| 2021 | SEC Awards                  | Melhor Participante de Reality Show    | Juliette Freire                            | Venceu    | [ 389 ] |
| 2021 | SEC Awards                  | Melhor Participante de Reality Show    | Gil do Vigor                               | Indicado  | [ 389 ] |
| 2021 | SEC Awards                  | Melhor Participante de Reality Show    | Camilla de Lucas                           | Indicado  | [ 389 ] |
| 2021 | SEC Awards                  | Melhor Participante de Reality Show    | Viih Tube                                  | Indicado  | [ 389 ] |
| 2021 | SEC Awards                  | Melhor Participante de Reality Show    | Arthur Picoli                              | Indicado  | [ 389 ] |
| 2022 | Troféu Internet             | Melhor Apresentador                    | Tiago Leifert                              | Indicado  | [ 390 ] |

## Spin-offs

### Plantão BBB
Plantão BBB foi um programa diário de 40 minutos exibido entre 5 de abril e 4 de maio de 2021, apresentado por Ana Clara Lima nas tardes da TV Globo. No programa, eram exibidas entrevistas com eliminados, ex-participantes de edições anteriores e convidados, além de flashes ao vivo da casa do BBB. O programa estreou durante a reta final do Big Brother Brasil 21 e não retornou no ano seguinte.

### A Vida Depois do Tombo
Um spin off da temporada foi anunciado após a polêmica participação de Karol Conká no Big Brother Brasil 21: a série documental A Vida Depois do Tombo foi lançada em 29 de abril de 2021 pela Globoplay e aborda a cultura do cancelamento provocada durante a vigésima primeira temporada do reality. Gravada ao longo de 25 dias que se seguiram à eliminação de Karol do BBB 21, a série conta com entrevistas da cantora, de familiares e assessores.
Dividido em quatro episódios, o projeto mostra a retomada da cantora após a sua saída do Big Brother Brasil com a maior rejeição da história do reality show em todo o mundo, 99,17% dos votos. O anúncio foi feito durante o intervalo da final da Supercopa do Brasil, na ocasião, um teaser do documentário com uma fala de Karol: “Depois do tombo a gente faz o que? A gente levanta”, foi apresentado ao publico.
Nas quatro semanas em que permaneceu no reality, a cantora Karol Conká protagonizou diversas polêmicas com os participantes Lucas Penteado, Juliette Freire, Carla Diaz, Arcrebiano Araújo e Camilla de Lucas. Após a saída do Big Brother Brasil 21, Karol aproveitou a sua participação em diversos programas da Globo para se desculpar pelos seus erros e atitudes. Segundo a rapper, ela ficou mergulhada na soberba, avaliando suas atitudes como deprimentes e perturbadoras.

### BBB Dia 101
BBB Dia 101 foi o spin-off do Big Brother Brasil 21 exibido no dia 8 de maio de 2021, na TV Globo. Com a presença de todos os participantes, exceto Arcrebiano Araújo, devido a sua escalação na quinta temporada de No Limite, o especial relembrou os melhores momentos da temporada e foi apresentado por Tiago Leifert com todos reunidos na casa do programa.

### Você Nunca Esteve Sozinha
Um spin-off sobre a vida da vencedora do programa, Juliette Freire, foi anunciada no dia 18 de junho de 2021 no programa Mais Você. A série documental Você Nunca Esteve Sozinha foi lançada em 29 de junho de 2021, pela Globoplay e aborda a vida de Juliette antes, durante e após a participação no reality show Big Brother Brasil.

### Gil na Califórnia
Um spin-off sobre Gil do Vigor realizando o sonho de fazer seu PhD em Economia na Califórnia, lançado no dia 9 de dezembro de 2021 no Globoplay.

## Legado

### Juliette Freire

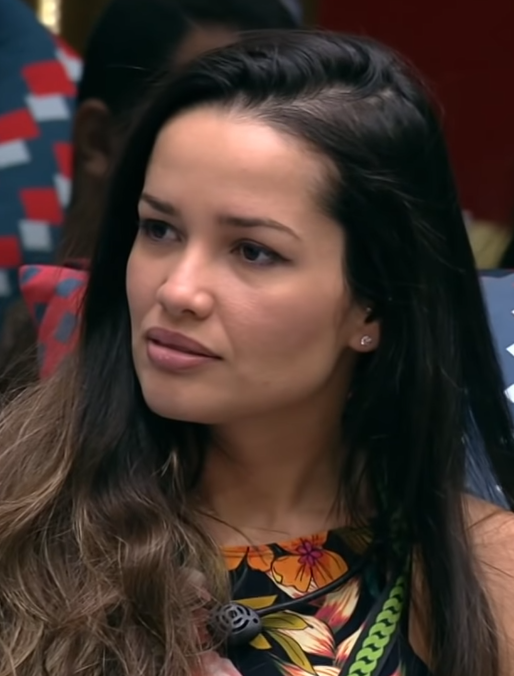
Juliette, dentro da casa do Big Brother Brasil 21

A vencedora do Big Brother Brasil 21, Juliette Freire, recebeu a mais alta honraria da Assembleia Legislativa da Paraíba (ALPB) por sua atuação no reality show e "defesa dos valores, costumes e cultura paraibana". Por isso, todos os 36 parlamentares da Casa Epitácio Pessoa concordaram em dedicar a Medalha Epitácio Pessoa para a paraibana. Os deputados destacaram que "Juliette sofreu xenofobia, mas mesmo assim conseguiu se tornar destaque no reality". A Medalha Epitácio Pessoa é a mais alta honraria da Assembleia Legislativa e tem como objetivo homenagear personalidades por sua importante contribuição ao estado.
A oficialização da homenagem aconteceu em 13 de abril de 2021, por meio de uma sessão virtual. Os parlamentares destacaram que o intuito da homenagem se deu tanto por orgulho, quanto pelo fato da participante Juliette despertar a curiosidade dos brasileiros que não conhecem a Paraíba, ao ressaltar as belezas naturais do estado e da capital João Pessoa, a exemplo das belas praias, além de valorizar constantemente os artistas "filhos da terra", como Chico César, Shylton Fernandes, Capilé, entre outros.
Além desta honraria, Juliette também recebeu um voto de aplausos da Câmara de Vereadores de João Pessoa por sua jornada no Big Brother Brasil 21 e por ressaltar a sua origem em rede nacional. Juliette foi a terceira paraibana a participar em uma das 21 edições do Big Brother Brasil, as outras duas foram Géris de Souza (BBB4) e Flayslane Raiane (BBB20).

### Gilberto Nogueira

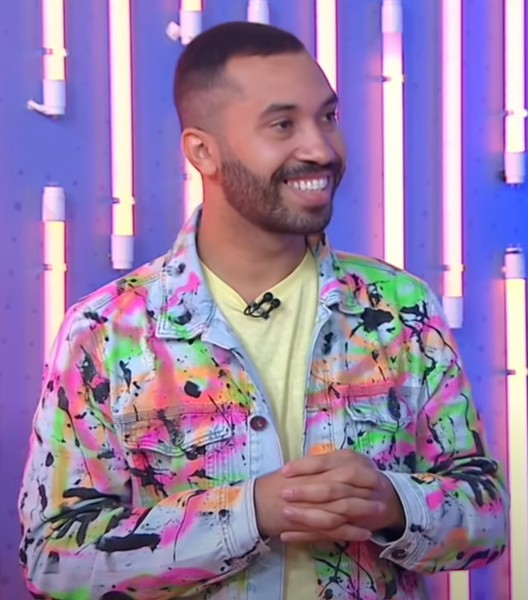
Gil, último eliminado, no programa A Eliminação

O participante do Big Brother Brasil 21, Gilberto Nogueira, também conhecido como "Gil do Vigor", recebeu do Governo de Pernambuco uma homenagem por usar a sua visibilidade durante e após o BBB para defender a educação pública e de qualidade social. Também recebeu a mais alta honraria da sua cidade de residência, Paulista, por ser "um dos mais ilustres moradores da cidade, por toda a sua colaboração com o engrandecimento de Paulista".
Recebeu também uma homenagem do seu clube de coração, o Sport Recife que dedicou uma camisa personalizada para o participante e posteriormente nos uniformes dos jogadores durante a final do campeonato pernambucano após sofrer ataques homofóbicos de um conselheiro do clube.
Vivendo nos Estados Unidos para cursar o PhD, o ex-BBB Gil do Vigor foi premiado como um dos 100 afrodescendentes mais influentes do mundo. O reconhecimento veio por meio do MIPAD, o "Most Influential People of African Descent".